# Сакраменто Кингз
«Сакраменто Кингз» (англ. Sacramento Kings) — профессиональный баскетбольный клуб, выступающий в Национальной баскетбольной ассоциации в Тихоокеанском дивизионе Западной конференции. Клуб базируется в городе Сакраменто, Калифорния. Домашние игры проводит в «Голден 1-центре».
Клуб был основан в начале 1920-х годов в Рочестере (штат Нью-Йорк) как полупрофессиональная команда и является одним из старейших баскетбольных клубов. В 1945 году команда вошла в состав Национальной баскетбольной лиги под названием «Рочестер Роялз». В 1948 году клуб перешёл из НБЛ в Баскетбольную ассоциацию Америки, а в 1949 году, в результате слияния НБЛ и БАА, «Роялз» стали выступать в новосозданной НБА. В 1957 году клуб переехал в город Цинциннати (штат Огайо), став выступать под именем «Цинциннати Роялз». В 1972 году команда переехала в Канзас-Сити (штат Миссури) и вначале проводила домашние игры в Канзас-Сити и Омахе (штат Небраска) под именем «Канзас-Сити—Омаха Кингз», а позже просто «Канзас-Сити Кингз». В 1985 году клуб переехал в Сакраменто, где и базируется в настоящее время.
Клуб становился чемпионом НБЛ в 1946 году и чемпионом НБА в 1951 году. С 1949 года команда один раз становилась победителями конференции и пять раз завоёвывала титул чемпиона дивизиона.

## История

### 1945—1957: Рочестер Роялз
В 1945 году команда вошла в состав Национальной баскетбольной лиги (НБА) под названием «Рочестер Роялз». Название «Роялз» было выбрано в результате голосования, проведённого местной газетой. Такое название предложил 15-летний тинейджер — Ричард Пит. В 1948 году клуб перешёл из НБЛ в Баскетбольную ассоциацию Америки (БАА), а в 1949 году, в результате слияния Национальной баскетбольной лиги (НБЛ) и БАА, сформировав НБА, «Рочестер Роялз» стали выступать в новосозданной лиге.
В сезоне 1948/1949 команда под руководством Лестера Харрисона выиграла 45 матчей регулярного сезона и проиграла 15. Лидерами на площадке были: Боб Дэвис, Бобби Уонзер, Арни Ризен. В плей-офф команда сначала выиграла клуб «Сент-Луис Бомберс» в полуфинале, а затем проиграла команде «Миннеаполис Лейкерс».
В сезоне 1949/1950 команда победила в 51 матче и проиграла в 17. В плей-офф проиграли команде «Форт-Уэйн (Золлнер) Пистонс».
В сезоне 1950/1951 в регулярном чемпионате был выигран 41 матч, проиграно — 27. В играх на вылет были обыграны «Форт-Уэйн (Золлнер) Пистонс», а затем побеждены игроки «Миннеаполис Лейкерс».
В финале команда «Рочестер Роялз» в тяжёлой, 7-матчевой серии, выиграла у «Нью-Йорк Никс». Первый матч финала клуб «Рочестер Роялз» выиграл довольно легко со счётом 92-65. Арни Ризен набрал 24 очка, Бобби Уэнзер — 19. Второй матч был выигран со счётом 99-84, 24 очка набрал Боб Дэвис. Третий матч, благодаря 27 очкам и 18 подборам Арни Ризена, был выигран со счётом 78-71. «Рочестер Роялз» повёл со счётом 3-0 в серии до 4-х побед. Благодаря усилиям игроков «Нью-Йорк Никс»: Максу Засловски, Дику Макгуайру, Тони Лавелли, Джорджу Кафтану и Гарри Галлатину клубу удалось выиграть 3 матча подряд и сравнять счёт в серии. Седьмой матч серии прошёл 21 апреля 1951 года, «Рочестер Роялз» выиграл его со счётом 79-75 и стал чемпионом НБА сезона 1950/1951. Арни Ризен закончил плей-офф с показателями в 21.7 очко и с 14.3 подборов Боб Дэвис набирал 17 очков и 5.3 передачи, Бобби Уонзер набирал 14.4 очка, Джек Колмен 13.1 подбора. После этого команда ещё 4 раза выходила в плей-офф, но не смогла повторить результат чемпионского сезона.
Сезон 1954/1955 стал последним под руководством Лестера Харрисона. Команда выиграла всего 29 игр и проиграла 59, в последний раз в истории «Рочестер Роялз» выйдя в плей-офф. Последние два сезона в Рочестере команда проводила под руководством Бобби Уонзера, выиграв в каждом из сезонов по 31 матчу и проиграв 41.
На драфте 1955 года командой «Рочестер Ройалз» были выбраны Морис Стоукс под 2-м номером и Джек Тваймен под 8-м.
За всю историю «Рочестер Роялз» девять игроков стали членами Зала славы баскетбола: Эл Керви, Боб Дэвис, Алекс Ханнум, Лестер Харрисон, Арни Ризен, Морис Стоукс, Джек Тваймен, Бобби Уонзер, Рэд Хольцман. Отто Грэм завоевал чемпионский титул в 1951 году и вошёл в Зал славы профессионального футбола. Чак Коннорс вошёл в Голливудскую «Аллею славы».

### 1957—1972: Цинциннати Роялз
В апреле 1957 года команда переехала в Цинциннати и получила название — «Цинциннати Роялз».
В сезоне 1957/1958 команда выиграла 33 матча, проиграв 39. Проиграв в плей-офф.
Лидерами команды были: Джек Тваймен, участник Матчей всех звёзд НБА; Морис Стоукс, завершивший сезон вторым по числу подборов и третьим по числу передач в НБА; Клайд Лавлетт — стал четвёртым по количеству набранных очков; Джордж Кинг вошёл в топ-десять игроков по числу передач. Состав команды был довольно хорош, но сезон был омрачён травмой одного из лидеров — Мориса Стоукса.
Перед следующим сезоном команду покинул Клайд Лавлетт в обмен на нескольких молодых игроков, а на драфте под первым номером «Ройялз» выбрали Сихуго Грина, хотя под вторым номером ушла будущая суперзвезда НБА Билл Расселл. Уже в начале Бобби Уонзер оставил свой пост после серии 3—15, и команду возглавил Том Маршалл. Лидером команды стал Джек Тваймен, который сильно прибавляет в игровых качествах и улучшает свою личную статистику, набирая 25.8 очков и 9.1 подборов. Но, несмотря на все усилия игрока, следующие два сезона были очень неудачными. В каждом из них было выиграно всего по 19 матчей. В сезоне 1959/60 Джек Тваймен набирал 31.2 очков, 8.9 подборов и 3.7 передач, тем самым он становится первым игроком в истории НБА, набирающим в среднем более 30 очков за игру.

#### 1960—1970: Эра Оскара Робертсона

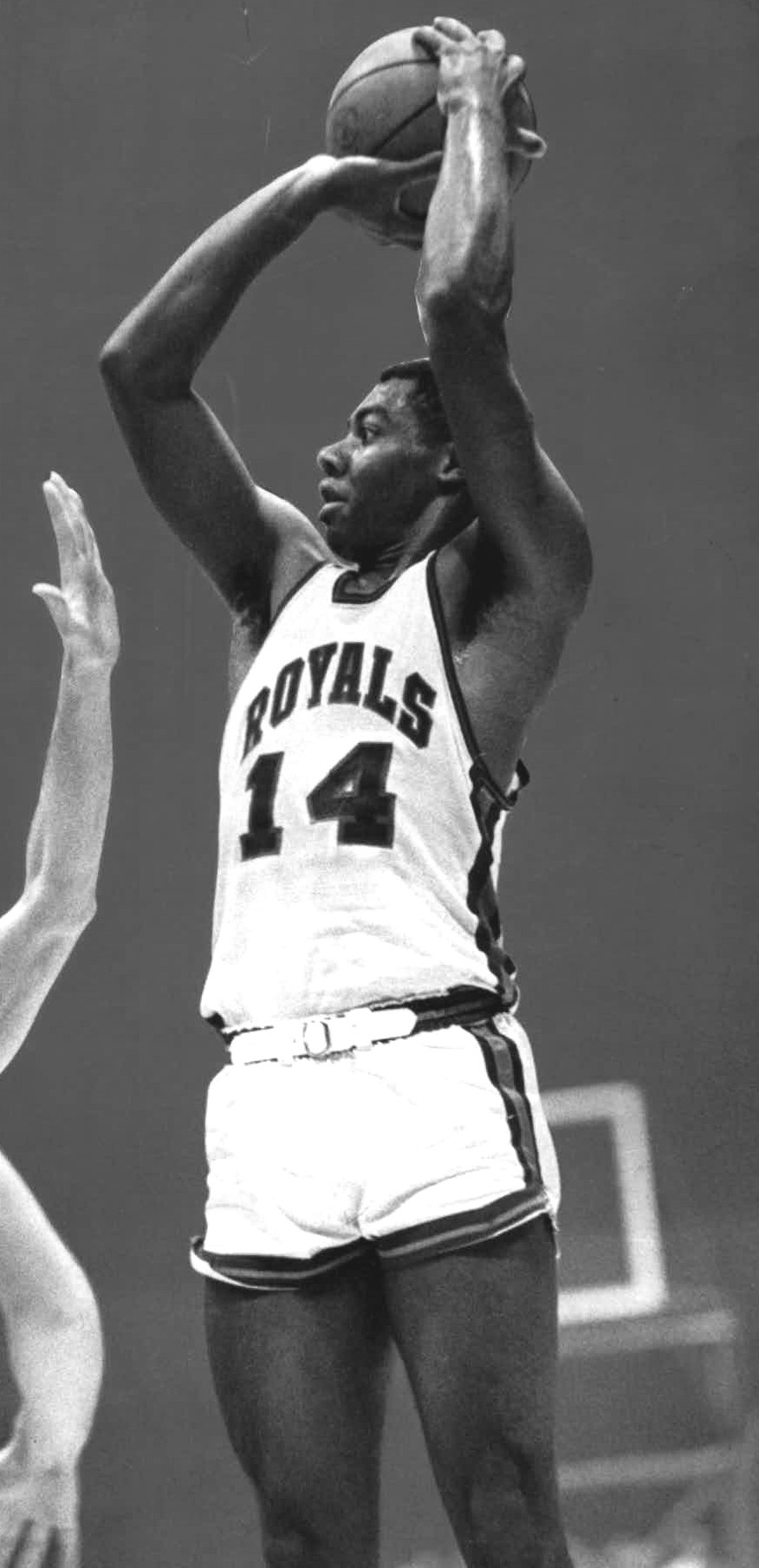
Оскар Робертсон в 1966 году

В 1960 году под первым номером на драфте НБА командой был выбран Оскар Робертсон. Он возглавил группу довольно сильных игроков, в состав которых вошли: Джек Тваймен, Адриан Смит, Том Хокинс, Боб Бузер, Вейн Эмбри и Баки Бокхорн.
Оскар Робертсон в первом же сезоне начинает показывать великолепную игру. Он получает награду — Новичок года НБА в сезоне 1960/61 и принимает участие в Матче всех звезд НБА.
В сезоне 1961/62 команда вновь возвращается в плей-офф. В сезоне 1961/62 Оскар Робертсон набирает фантастические статистические показатели: 30,8 очков, 11,4 передачи и 12,5 подборов — и становится первым игроком в истории НБА, набирающим в среднем трипл-дабл за сезон. Всего в этом сезоне он сделал 41 трипл-дабл, также ему принадлежит рекорд НБА по количеству трипл-даблов в регулярном чемпионате (181). В 1963 году к команде присоединяется партнёр Оскара Робертсона на летних Олимпийских играх 1960 — Джерри Лукас. И они образуют ударную связку «Цинциннати Роялз». Также важную роль в команде играют: многолетний лидер и ветеран — Джек Тваймен, прогрессирующий Адриан Смит и другие. Команда на протяжении 7 сезонов имеет положительный баланс побед и поражений в регулярном сезоне и выходит в плей-офф. На протяжении нескольких лет Лукас и Робертсон постоянно принимали участие в Матчах всех звезд НБА и получали индивидуальные награды, например МВП НБА в 1964 году стал Оскар Робертсон.

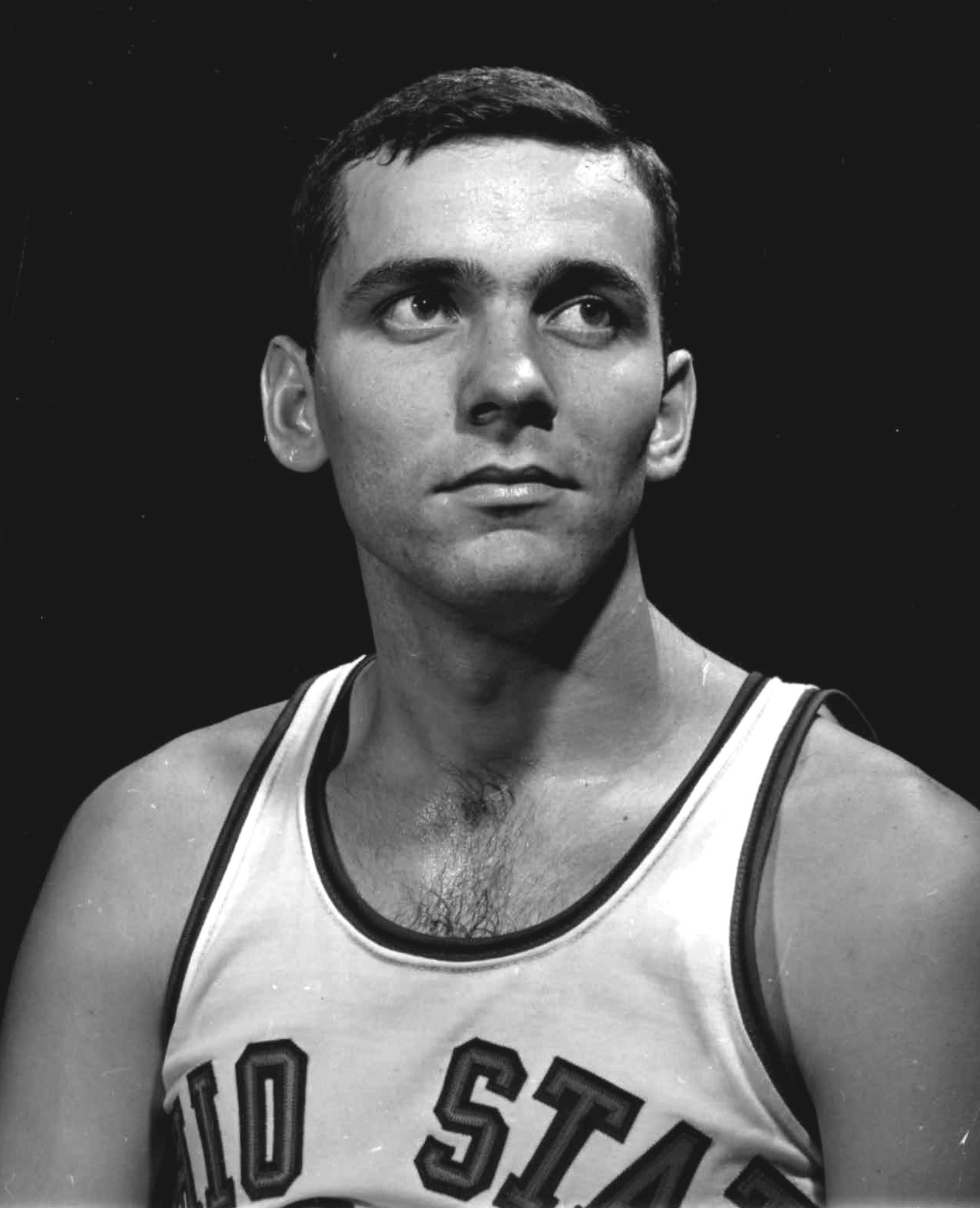
Джерри Лукас (1963-69)

Однако на их пути постоянно встают «Бостон Селтикс», в котором играют Боб Коузи, Билл Расселл, Джон Хавличек, и «Филадельфия-76», лидером которой был Уилт Чемберлен, поддерживаемый такими игроками, как Хэл Грир, Люциус Джексон и другие.
1960-е годы в НБА были эпохой коллективов Билла Расселла и Уилта Чемберлена, команды которых одержали на двоих одиннадцать чемпионств в период с 1958 по 1969 год (десять у «Бостон Селтикс» и одно у и «Филадельфия-76»). Несмотря на все старания игроков «Цинциннати Роялз», оказать достойное сопротивление таким великим оппонентам не получилось.
В сезоне 1965/66 один из лидеров команды — Джек Тваймен завершил карьеру. В 1966 году клуб приобрели братья Макс и Джереми Джейкобс.
В 1969 году главным тренером команды становится Боб Коузи, который обменивает Джерри Лукаса в «Сан-Франциско Уорриорз» в 1969 году и Оскара Робертсона в «Милуоки Бакс» в 1970. Робертсон, соединившись с Каримом Абдул-Джаббаром, становится чемпионом НБА.

### 1972—1985: Канзас-Сити Кингз/ Омаха Кингз
В 1972 году команда переезжает в Канзас-Сити. И меняет название на «Канзас-Сити Кингз». Причина смены названия — наличие в городе другой спортивной команды с названием «Роялз» — профессионального бейсбольного клуба, выступающего в Главной лиге бейсбола, — «Канзас-Сити Роялс».

#### 1970—1976: Эра Нейта Арчибальда

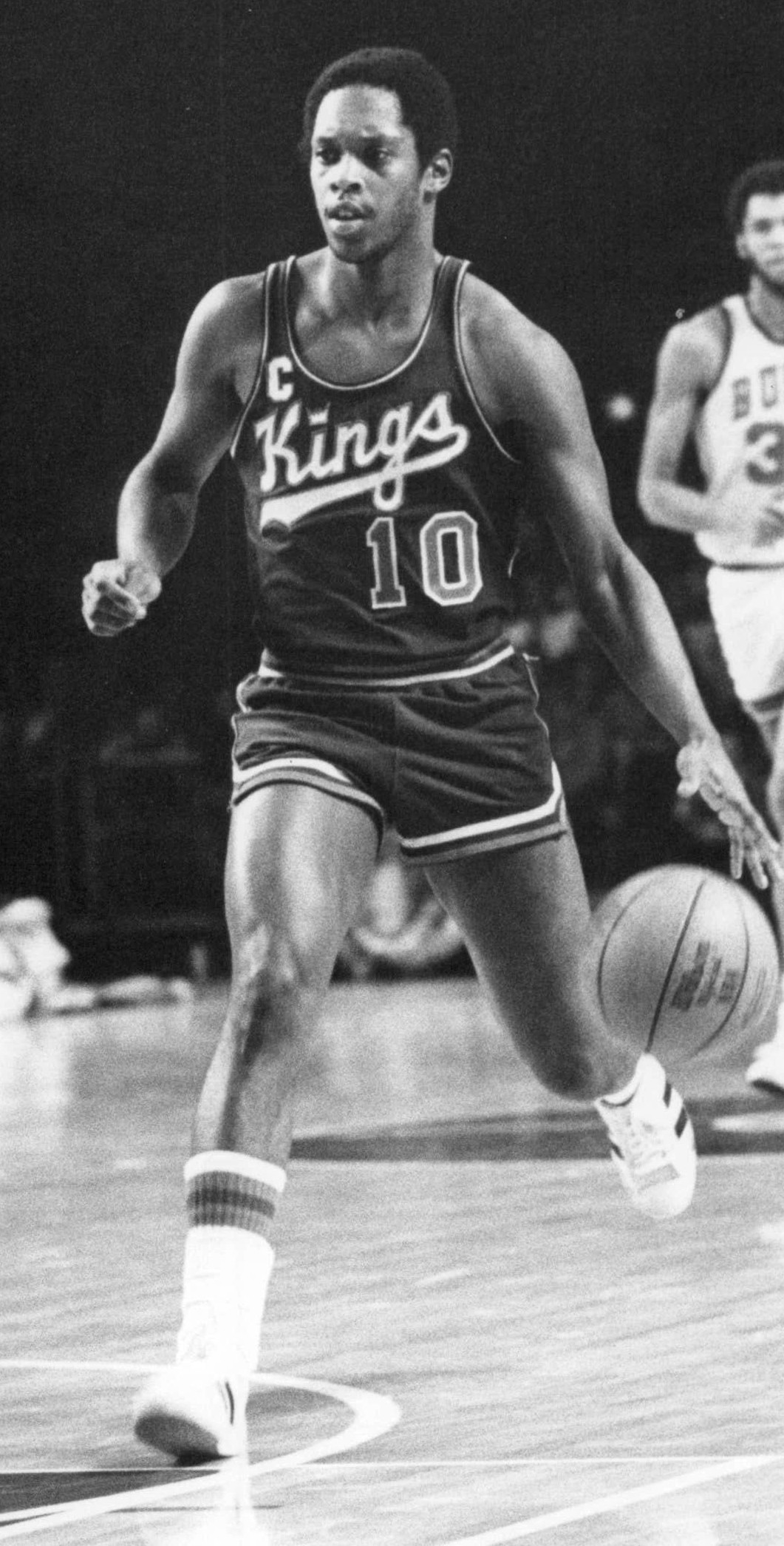
Нейт Арчибальд в 1974 году

В 1970 году во время драфта НБА под 19 номером командой был выбран Нейт Арчибальд, ещё одна будущая звезда НБА. Также на этом драфте под 5-м номером был выбран Сэм Лэйси. Арчибальд отыграл за команду шесть сезонов. Вместе с ним важную роль в команде играли: Джонни Грин, Сэм Лэйси, Скотт Уэдмен, Рон Бехаген, Том Ван Эрсдэйл и Норм Ван Лир. Арчибальд показывал великолепную игру и уже в дебютном сезоне обратил на себя внимания, набирая 16 очков и 5.5 передач в среднем. В следующих сезонах его личная статистика только росла, это привело к тому, что в сезоне 1972/73 он стал первым в лиге по набранным очкам и передачам — 34.0 и 11.4 соответственно. Также за всю карьеру в команде он принял участие в трёх Матчах всех звезд НБА.
Однако, для команды личные награды игроков не приносили никаких плодов. Команда всего в одном сезоне 1974/75 смогла пробиться в плей-офф, уступив там «Чикаго Буллз» со счетом 4-2. Награду Тренер года НБА получил Фил Джонсон, проводивший дебютный сезон во главе команды. В регулярном сезоне было выиграно 44 матча.
После сезона 1975/76 Нейт Арчибальд был обменян в «Нью-Йорк Нетс».

#### 1976—1984
В сезоне 1978/79 команду возглавил Коттон Фитцсиммонс. Он получил награду Тренер года НБА в 1979 году. Команда под его руководством выиграла 48 матчей регулярного сезона, проиграв «Финикс Санз» в плей-офф со счётом 4-1.
У команды был собран довольно крепкий состав, в нём было много интересных игроков: Фил Форд, который получил награду новичок года НБА, а также включался в 1-ю сборную новичков НБА; Джо Джо Уайт; Отис Бёрдсонг, который был выбран в 1977 году на драфте НБА под 2-м номером командой «Канзас-Сити Кингз» и четыре раза принимал участие в матче всех звёзд НБА; Сэм Лэйси; Эрни Грюнфельд; Рон Бун; Ричард Вашингтон; Дон Бузт; Билл Робинзин; Реджи Кинг.
В период с 1976 по 1984 год команда четыре раза играла в плей-фф. В сезоне 1980/81 команда выиграла всего 40 игр, уступив в 42, но в матчах на вылет сначала обыграла «Портленд Трэйл Блэйзерс» 2-1, затем «Финикс Санз» 4-3 и уступила «Хьюстон Рокетс» в финале конференции со счётом 4-1.
Ряд обстоятельств мешали команде раскрыть свой потенциал. В 1979 году часть крыши в «Кемпер-арене» была разрушена штормом, команде пришлось проводить большую часть сезона в значительно меньшей арене и лишиться поддержки болельщиков. Часть лидеров, например, Скотт Уэдмен — перебрались в другие команды и получили более крупные контракты.
Пост главного менеджера занимал Джо Аксельсон, выигравший награду Менеджер года НБА. Джо Аксельсон получил негативную окраску в истории команды. Дело в том, что он был причастен к обменам Джерри Лукаса и Оскара Робертсона, Норма Ван Лира и Нейта Арчибальда. Аксельсон стал первым генеральным менеджером в истории спорта, который принимал участие в одной франшизе в четырёх разных городах: Цинциннати, Канзас-Сити, Омахе, Сакраменто.
8 июня 1983 года команда была продана новой группой владельцев, которые были заинтересованы перевезти франшизу в Сакраменто. Сделка была оформлена за 11 млн долларов, среди владельцев были: Джозеф Бенвенути, Фрэнк и Грегг Ликенбилл, Боб А. Кук, Фрэнк Маккормик и Стивен Сиппа.
В последнем сезоне в Канзас-Сити, 1984/85, команда выиграла всего 31 матч, проиграв 51. Кроме того, на домашние матчи собиралось меньше всего зрителей за последние сезоны — всего 6,410 человек.

### 1985—настоящее время: Переезд в Сакраменто
Перед сезоном 1985/86 команда переезжает в город Сакраменто, штат Калифорния и получает своё современное названии — «Сакраменто Кингз».
Первые очки в истории «Сакраменто Кингз» набрал Реджи Теус. Сделал он это 25 октября 1985 года в матче с Лос-Анджелес Клипперс. Кроме него, важную роль в команде играли: Терри Тайлер, Майк Вудсон, Ларри Дрю, Эдди Джонсон, Отис Торп, Джо Клейн, Марк Олбердинг и ЛаСалль Томпсон. Тренером на несколько лет стал Фил Джонсон.
В первом сезоне команда выиграла 37 матчей регулярного сезона и проиграла 45. В плей-офф проиграли 3-0 «Хьюстон Рокетс».
После первого сезона в Сакраменто, следующего выхода в плей-офф ждали на протяжении девяти лет — до сезона 1995/96. Все эти сезоны команда ни разу не добилась положительного баланса побед и проигрышей.
Все это время команду преследовали неудачи: Рики Берри застрелился летом 1989 года, Первис Эллисон, первый номер драфта 1989 года, из-за травмы не смог раскрыться, перспективный разыгрывающий защитник Бобби Хёрли, выбранный в 1993 году, попал в автомобильную аварию и не смог полностью реализовать свой потенциал, на тренерском посту была постоянная чехарда и изменения, неудачно действовал менеджмент команды.

#### 1988—1989: Рики Берри
Рики Берри был выбран «Сакраменто Кингз» на драфте 1988 года под 18-м номером. Свой дебютный сезон он провёл довольно неплохо, набирая 11.0 очков и 3.1 подбора. Также на этом драфте был выбран Винни Дель Негро во втором раунде, под 29-м номером. Из «Хьюстон Рокетс» был обменян Родни Маккрей. Кроме новичков, важную роль в команде играли Кенни Смит, Дэнни Эйндж и Уэймен Тисдейл. Также это был последний сезон в команде для Реджи Теуса и ЛаСалля Томпсона — оба были игроками команды ещё до переезда из Канзас-Сити. 23 февраля 1989 года Эд Пинкни и Джо Клейн были обменяны в «Бостон Селтикс» на Дэнни Эйнджа и Брэда Лохауса. Команда в итоге выиграла всего 27 матчей, проиграв 55. Страшная новость пришла в стан команды в межсезонье, в августе 1989 года: в своем собственном доме был обнаружен мёртвым Рики Берри. За несколько недель до своего 25-го дня рождения он застрелился после ссоры с женой.

#### 1989—1990: Первис Эллисон
После потери Рики Берри «Сакраменто Кингз» получили возможность выбрать на драфте 1989 года под первым номером. Их выбор пал на Первис Эллисон. Также, из «Индиана Пэйсерс» был получен Уэймен Тисдейл, 2-й пик драфта 1985 году, который в дебютном сезоне набирал 19.8 очков и 9.6 подборов. Первис Эллисон из-за травмы провёл за команду всего 34 матча и набирал 8.0 очков и 5.8 подборов. После этого сезона он был обменян в «Вашингтон Буллетс». Уэймен Тисдейл в итоге проведёт в команде пять с половиной сезонов. Этот сезон стал последним в команде для Дэнни Эйнджа и Кенни Смита, который стал победителем конкурса слэм-данков НБА в 1990 году. В этом сезоне команда выиграла всего 23 матча и проиграла 59.

#### 1990—1991: Лайонел Симмонс
Лайонел Симмонс был выбран «Королями» на драфте 1990 года под 7-м пиком. В первом сезоне в НБА он набирал 18.0 очков, 8.8 подборов и 4.0 передачи. Он все свои семь сезонов отыграл в команде, набирая 12.8 очков и 6.2 подбора за сезон. Костяк команды составили Уэймен Тисдейл, Энтони Кар, Трэвис Мэйс, Рори Спэрроу. Сезон завершился с 25 победами и 57 поражениями.

### 1991—1998: Эра Митча Ричмонда
1 ноября 1991 года началась новая эра в истории «Сакраменто Кингз». В этот день в команду был обменян один из лидеров «Голден Стэйт Уорриорз» — Митч Ричмонд. Отыграв три сезона в стане «Воинов», он был одним из тройки нападения команды, которую болельщики назвали «Run TMC» по первым буквам имён нападающих — Тима Хардуэя, Митч Ричмонд и Криса Маллина. В каждом из сезонов Митч Ричмонд набирал более 20-ти очков и был признан новичком года в НБА в сезоне 1988/89. В обратном направлении последовали права на Билли Оуэнса. Вместе с Ричмондом в команде играли следующие известные игроки: Уэймен Тисдейл (1989—1994), Лайонел Симмонс (1990—1997), Спад Уэбб (1991—1995), Билли Оуэнса (1996—1998), Уолт Уильямс (1991—1996), Олден Полинайс (1994—1998), Брайан Грант (1994—1997), Тайес Эдни(1995—1997), Махмуд Абдул-Рауф (1996—1998) и другие.
Должность главного тренера с 1992 по 1997 год занимал Гарри Сент Джин. 6 апреля 1992 года новым владельцем команды стал Джим Томас.
Митч Ричмонд шесть раз в 1993—1998 годы принимал участие в Матче всех звёзд, и даже получил приз MVP матча всех звёзд НБА в 1995 году.
Несмотря на крепкий состав, наличие звёздного лидера и отличного тренера, команда не смогла за этот период достичь значимых результатов. Команда всего один раз вышла в плей-офф, где уступила «Сиэтл Суперсоникс», в которых блистали Гэри Пэйтон и Шон Кемп. Ни в одном из сезонов не удалось добиться положительного баланса побед и поражений.

### 1998—2004: Величайшее шоу на площадке

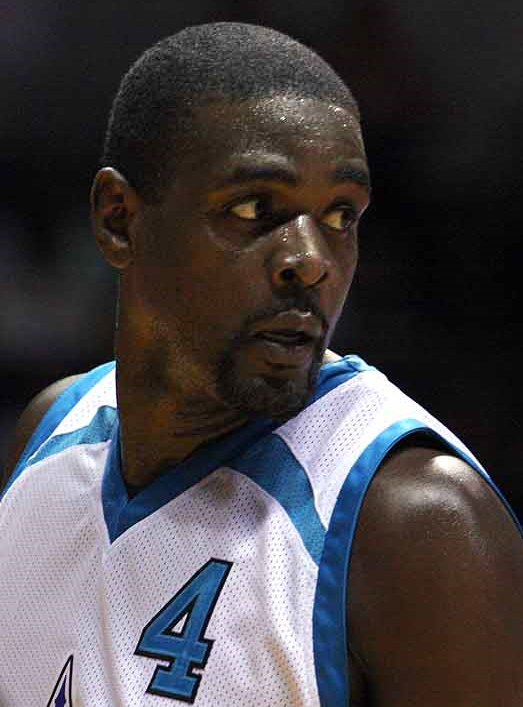
Крис Уэббер

В 1994 году на пост генерального менеджера команды был назначен Джефф Петри. До этого он несколько лет выполнял эту роль в «Портленд Трэйл Блэйзерс».
После этого несколько лет подряд команда занимает 9-е место и не попадает в плей-офф. Только в сезоне 1995/96 удалось занять 8-е место.
Джефф Петри понял, что команда нуждается в серьёзной перестройке. Он решил обменять звёздного и приносящего большую пользу, но уже стареющего Митча Ричмонда. Удачный вариант подвернулся в мае 1998 года. 14 мая Митч Ричмонд и Отис Торп были обменяны в «Вашингтон Уизардс» на Криса Уэббера. Уэббер не показался поклонникам команды достаточно хорошим усилением. Он был довольно травматичным игроком и пропустил за три сезона в предыдущей команде 122 игры. Кроме того, у него вспыхнул конфликт с тренером «Вашингтон Уизардс» из-за неправильного использования игрока.
К команде присоединился выбранный на драфте НБА 1996 года под 14-м номером сербский лёгкий форвард Предраг Стоякович. До этого он четыре года выступал в Греции, за клуб «ПАОК».
На драфте НБА 1998 года под седьмым номером был выбран Джейсон Уильямс, который ярко себя проявил в дебютном сезоне за команду и прославился неординарными ходами на площадке, точными передачами и великолепным дриблингом.
На правах свободного агента к команде присоединился соотечественник Стояковича — Владе Дивац. Серб до этого выступал за «Лос-Анджелес Лейкерс» и «Шарлотт Хорнетс».

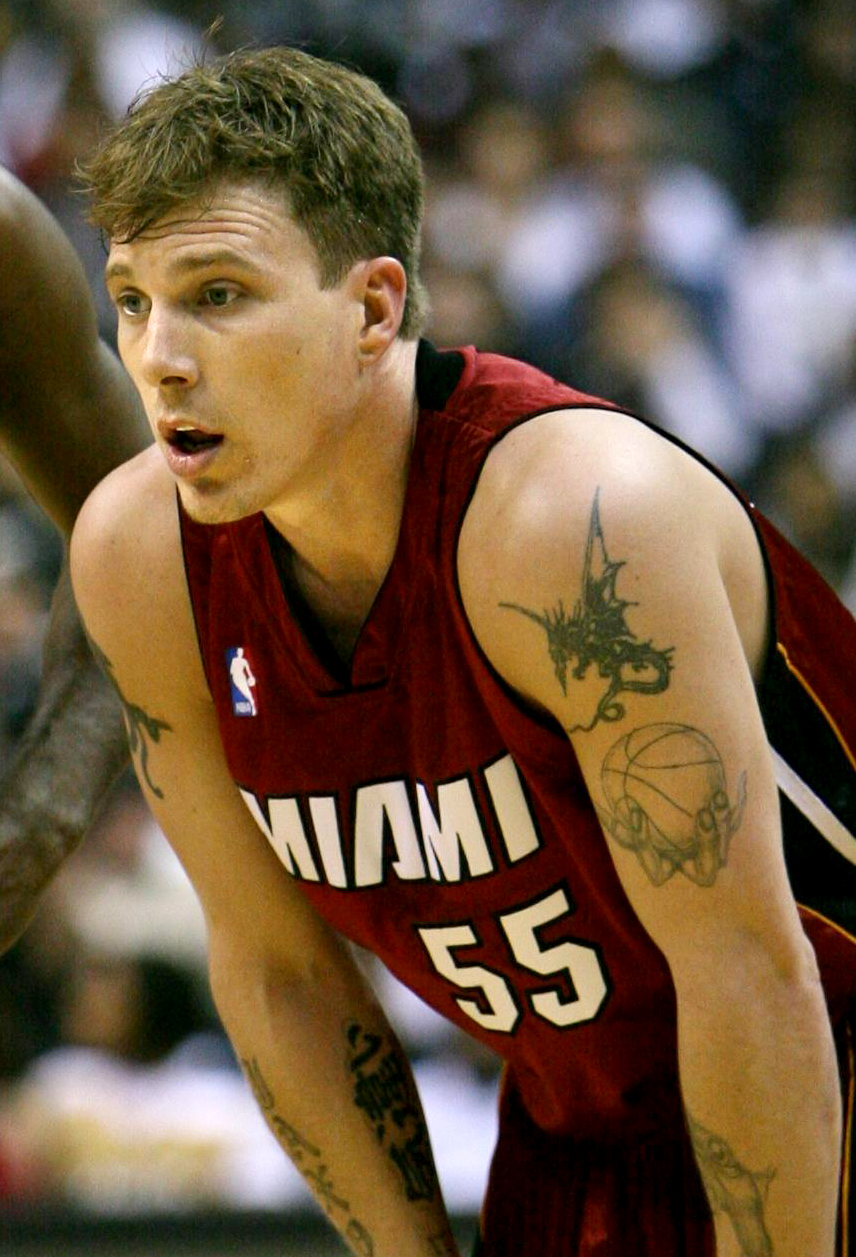
Джейсон Уильямс

Важную роль играли: Скот Поллард, Лоуренз Фандербурке, Корлисс Уильямсон и другие.
Пост главного тренера занял Рик Адельман.
Всего за одно межсезонье произошли колоссальные изменения, команда подошла к сезону 1998/99 сильно обновлённой и в ожидании серьёзных успехов.

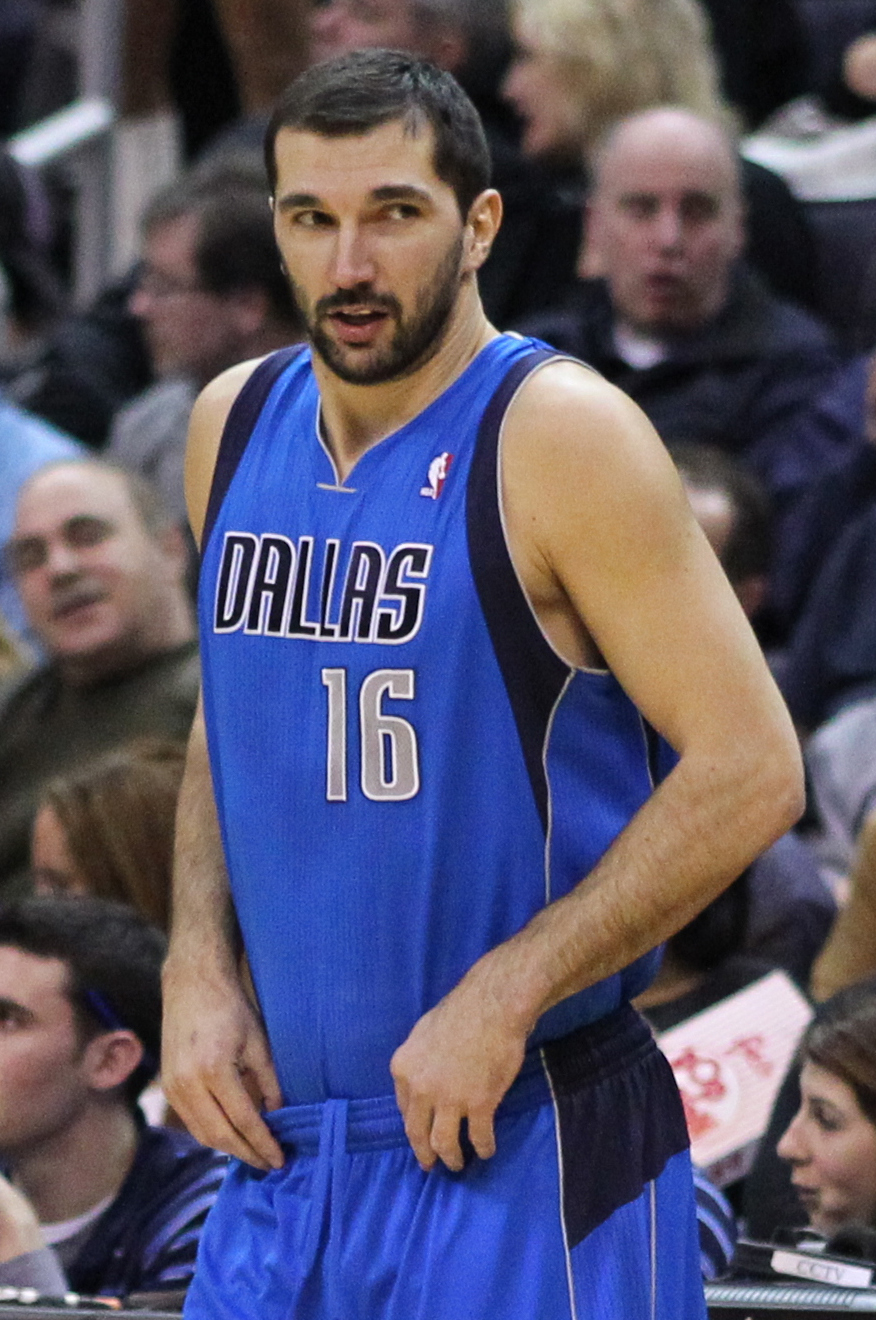
Предраг Стоякович

Рик Адельман решил реализовать в «Сакраменто Кингз» принципы Принстонского нападение, которое активно использовалось Питом Каррилом, в Принстонском университете. В основе системы лежало активное движение мяча, перемещение игроков, большое число заслонов, поиск открытого партнёра.
Великолепный подбор игроков, гениальный тренер и активная поддержка со стороны менеджмента позволила команде в 1998/99 добиться положительного соотношения побед и поражений впервые за 15 лет и впервые в истории после переезда франшизы в Сакраменто. Команда выиграла 27 матчей и проиграла — 23 (сезон был сокращён из-за Локаута). Заняла 6-е место в Западной конференции.
В плей-офф уступили команде «Юта Джаз» со счётом 2-3. Лидерами «Джазменов» в этом сезоне были: Джон Стоктон, Карл Мэлоун — Самый ценный игрок НБА того сезона, Джефф Хорнасек и Брион Расселл.
15 января 1999 года семья Малуф приобрела контрольный пакет акций команды.
Лето перед сезоном 1999/00 прошло достаточно тихо. Единственным значимым событием стало приобретение ветерана Ника Андерсона из «Орландо Мэджик». В регулярном сезоне команда выиграла 44 матча и проиграла 38 и закончила его на восьмом месте в Западной конференции. В плей-офф в первом раунде дружине Адельмана противостояли игроки «Лос-Анджелес Лейкерс». Лидерами «Озерников» были атакующий защитник Коби Брайант и центровой Шакил О’Нил. В итоге игроки «Сакраменто Кингз» проиграли со счётом 3-2 будущим чемпионам НБА.
Перед началом сезона 2000/01 Корлисс Уильямсон проведший в составе команды 5 сезонов, был обменян в «Торонто Рэпторс» на Дуга Кристи. Этот обмен был сделан для улучшения игры в защите. Под общим 16-м номером на драфте НБА 2000 года Хедо Туркоглу — призванный усилить игру команды со скамейки. Он стал первым в истории НБА турецким профессиональным баскетболистом. К команде присоединился Бобби Джексон. Стартовый состав выглядел следующим образом: Джейсон Уильямс — Дуг Кристи — Предраг Стоякович — Крис Уэббер — Владе Дивац. Команда продолжала совершенствовать свой собственный атакующий стиль и улучшать показатели. В феврале 2001 года американский спортивный журнал Sports Illustrated выпустил очередной выпуск с обложкой, на которой были изображены игроки стартовой пятерки «Сакраменто Кингз» с заголовком «Величайшее шоу на площадке» (англ. "The Greatest Show on Court"). В этом сезоне команда выиграла 55 матчей, проиграв 27. Команда заняла 3-е место в своей конференции. В первом раунде были побеждены игроки «Финикс Санз», где лидерами были Джейсон Кидд и Шон Мэрион. Во втором раунде игроки «Сакраменто Кингз» проиграли «Лос-Анджелес Лейкерс» со счётом 0-4, которые и в этом сезоне стали чемпионами НБА.

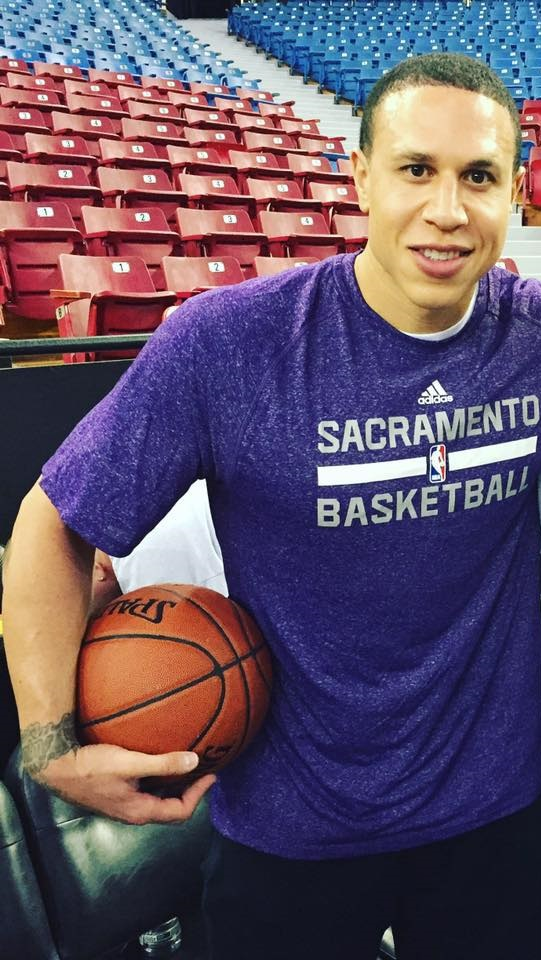
Майк Бибби

Перед сезоном 2001/02 в июле 2001 года менеджмент «Сакраменто Кингз» решился на серьёзный обмен. Джейсон Уильямс и Ник Андерсон были обменяны в «Мемфис Гриззлис» на Майка Бибби. Джейсон Уильямс, несмотря на зрелищную игру, совершал много ошибок и потерь, особенно в четвёртой четверти. Поэтому, зачастую в четвёртой четверти использовался более надёжный игрок — запасной разыгрывающий Бобби Джексон. Бибби должен был обеспечить более надёжную и качественную игру. Также, 27 июля Крис Уэббер подписал новый контракт на 127 млн долларов на семь сезонов. Под 25-м номером на драфте НБА 2001 года команда выбрала Джеральда Уоллеса.
В этом сезоне команда выиграла 61 матч и уступила в 21, выиграв 36 матчей из 41 дома. Команда заняла первое место в Тихоокеанском дивизионе. В первом раунде команда выиграла «Юта Джаз» со счётом 3-1. Далее, был обыгран «Даллас Маверикс» с Дирком Новицки, Майком Финли и Стивом Нэшем. В финале конференции команда в очередной раз встретилась с «Лос-Анджелес Лейкерс» и проиграла со счётом 4-3.
В следующем сезоне 2002/03 команда в очередной раз провела довольно убедительный регулярный сезон. Победа была достигнута в 59 матчах, проиграно — в 23. Команда заняла второе место в Западной конференции после «Сан-Антонио Спёрс». Крис Уэббер набирал 23.0 очков, 10.5 подборов и 5.4 передачи, Предраг Стоякович 19.2 очка и 5.5 подборов, Бибби 15.9 и 5.2 передачи, Бобби Джексон 15.2 очка, 3.7 подборов и 3.2 передачи, получив награду Лучший шестой игрок НБА. В первом раунде плей-офф была обыграна «Юта Джаз» со счетом 4-1. Во втором раунде был проигрыш от «Даллас Маверикс» 4-3. Ключевым событием стала травма Криса Уэббера во втором матче серии, которая не позволила ему вернуться к игре.
Перед началом 2003/04 к команде присоединились: Брэд Миллер, в результате обмена на Скота Полларда, и Дарюс Сонгайла. Они были призваны заменить травмированного Криса Уэббера, который присоединился к команде только в середине сезона, отыграв всего 23 матча. Лидером стал Предраг Стоякович с 24.2 очками и 6.3 подборами. Хороший сезон провёл Бибби, набирая 18.4 очка и 5.4 передачи. Влился в команду Брэд Миллер, ставший лидером по количеству подборов — 10.3 и набирая 14.1 очков. В регулярном сезоне команда выиграла 55 матчей и проиграла 27. Команда заняла четвёртое место в Западной конференции. В первом раунде в матчах на вылет команда выиграла «Даллас Маверикс» в тяжёлой, семиматчевой серии 4-3. В следующем раунде «Сакраменто Кингз» противостояла «Миннесота Тимбервулвз», которая заняла первое место в Западной конференции по результатам регулярного сезона с 58 победами. Лидерами «Тимбервулвз» были Сэм Касселл, Кевин Гарнетт, Лэтрелл Спрюэлл, Уолли Щербяк. «Сакраменто Кингз» проиграли со счётом 4-3.

### 2004—2006

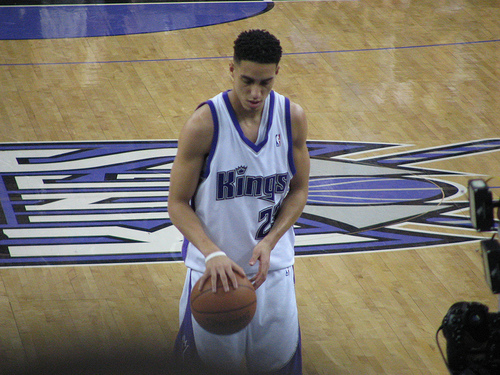
Кевин Мартин (2004—2010)

Перед началом 2004/05 в команде произошёл ряд серьёзных изменений. После сезона 2003/04 Владе Дивац стал свободным агентом и подписал контракт с «Лос-Анджелес Лейкерс». Стартовым центровым стал Брэд Миллер. Дуг Кристи был обменян в «Орландо Мэджик» на Куттино Мобли. На драфте НБА 2004 года был выбран Кевин Мартин.
В феврале 2005 года Крис Уэббер и Мэтт Барнс были обменяны в «Филадельфия-76» на Корлисса Уильямсона, Кенни Томаса и Брайана Скиннера. Лидерами команды становятся Предраг Стоякович и Майк Бибби. Все изменения встряхнули команду, в регулярном сезоне было выиграно 50 матчей и проиграно 32. В плей-офф команда уступила в первом раунде «Сиэтл Суперсоникс» со счётом 3-1.
12 августа 2005 года Шариф Абдул-Рахим в качестве свободного агента подписал контракт с «Сакраменто Кингз». Бонзи Велз присоединился к составу. Один из лидеров, Предраг Стоякович, начал сезон не очень удачно из-за травмы. Он был обменян 25 января 2006 года на Рона Артеста. Приход Артеста позволил команде провести серию из 20 побед и 9 поражений и с 44 победами в регулярном сезоне попасть в плей-офф. Там команда проиграла в первом раунде «Сан-Антонио Спёрс» со счётом 4-2. Этот сезон стал последним из восьми подряд попаданий в плей-офф.

### 2006—2009: Период застоя

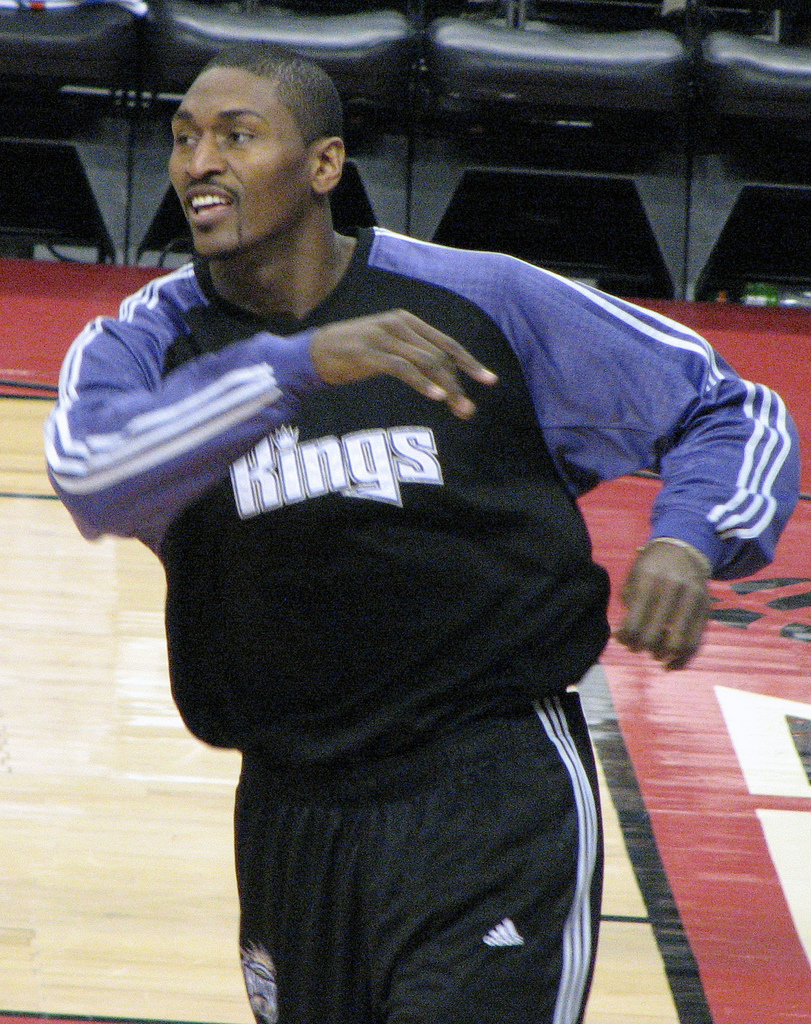
Рон Артест в «Сакраменто Кингз»

В сезоне 2006/2007 лидерами команды были: Майк Бибби, Кевин Мартин и Рон Артест. Кроме них, важную роль в команде играли Брэд Миллер, Джон Сэлмонс, Франческо Гарсия, Шариф Абдул-Рахим. Пост главного тренера занял Эрик Массельман. В начале сезона полноценно играть команде мешали различные проблемы: Эрик Массельман был задержан за езду в нетрезвом виде, Рон Артест пропустил часть матчей из-за обвинений в домашнем насилии над собаками. Сезон закончился с результатом в 33 победы и 49 поражений. Команда впервые за 8 сезонов попустила игры плей-офф. В конце сезона Эрик Массельман был уволен. Кевин Мартин занял второе место, после Монты Эллиса, в голосовании на самого прогрессирующего игрока ассоциации.
Перед сезоном 2007/2008 произошло много перемен. Пост главного тренера занял бывший игрок команды Реджи Теус. На драфте НБА 2007 года команда выбрала центрового Спенсера Хоуса. Кроме того, к команде присоединился Микки Мур. Кевин Мартин подписал контракт на 5 лет, суммой в 55 млн долларов.
Не обошлось и без кадровых потерь: Корлисс Уильямсон завершил карьеру, а разыгрывающий защитник Ронни Прайс на правах свободного агента перебрался в команду «Юта Джаз». Также к команде присоединился Бено Удрих. В феврале 2008 года было объявлено об обмене Майка Бибби в команду «Атланта Хокс» на Шелдона Уильямса, Энтони Джонсона, Тайрона Лью, Лоренца Райта. Майк Бибби был последним игроком команды, который принимал участие в финале Западной конференции НБА в 2002 году. Сезон закончился с показателями в 38 побед и 44 поражения, команда не попала в плей-офф.
29 июля 2009 года команда обменяла Рона Артеста в «Хьюстон Рокетс» на группу игроков: Бобби Джексона, Донте Грина, Рашида МакКантса и Кэлвина Бута. Реджи Теус был уволен в середине сезона, его пост занял Кенни Нэтт. Команда закончила сезон с удручающими показателями: 17 побед и 65 поражений. 23 апреля 2009 года Нэтт и все его ассистенты были уволены.

### 2009—2012

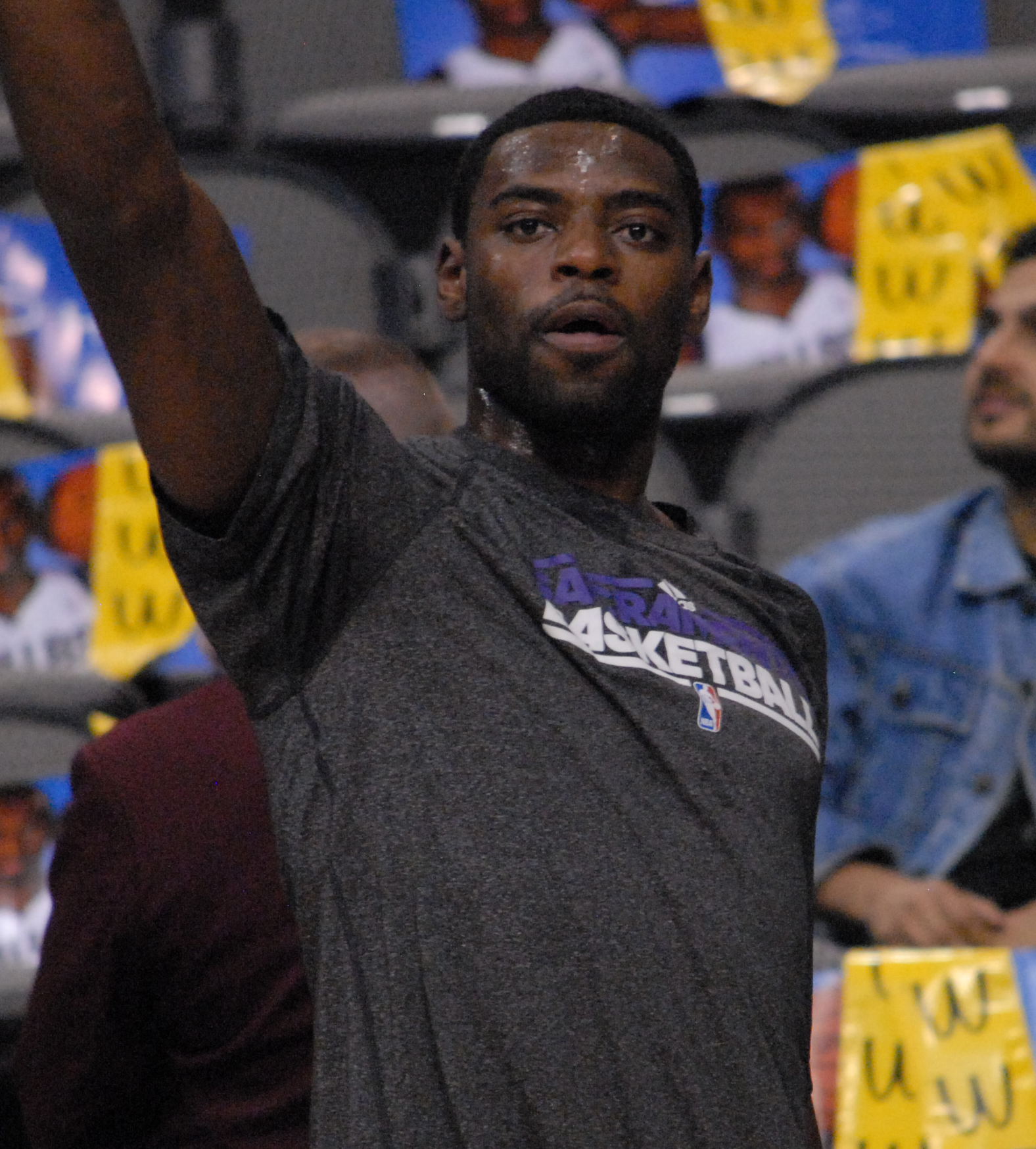
Тайрик Эванс (2009—2013)

Несмотря на то, что команда имела самые высокие шансы на 1 пик драфта 2009 года (под которым был выбран Блэйк Гриффин), «Сакраменто Кингз» выпал лишь 4 пик, под которым они выбрали Тайрика Эванса. На том же драфте под 23 номером был выбран израильтянин Омри Касспи. Таким образом, Касспи стал первым израильтянином, выбранным в первом раунде драфта, и первым израильтянином, который стал играть в НБА. До него на драфтах выбирались Дорон Шеффер (№ 36 в 1996), Лиор Элияху и Йотам Гальперин (№ 44 и № 53 в 2006), но все трое так и не попали в НБА, в 1998 году Одед Катташ подписал контракт с «Нью-Йорк Никс», но в итоге не сыграл из-за локаута.
27 апреля 2010 года Тайрик Эванс получил награду новичка года в НБА в сезоне 2009-10. Игрок закончил сезон, набирая 20.1 очков, 5.3 подбора и 5.8 передач за игру, тем самым он стал четвёртым игроком в истории НБА, которому удавалось отметиться такой статистикой в своём первом сезоне. Кроме Тайрика Эванса это удавалось Оскару Робертсону (1960-61), Майклу Джордану (1984-85) и Леброну Джеймсу (2003-04).
Сезон был закончен с показателями в 25 побед и 57 поражений.
На Драфте 2010 года команда выбрала Демаркус Казинс. Несмотря на хорошую игру пары Эванс и Казинс, а также прогресс Бено Удриха, сезон опять не принёс желаемого результата.
Драфт 2011 года запомнился выбором под 10 номером Джиммера Фредетта, который великолепно играл с 2007 по 2011 годы за университет Бригама Янга и стал в 2011 году самым результативным игроком на студенческом уровне. Под последним, 60-м номером драфта, был выбран Айзея Томас. В сезоне 2011—12 команда показала одни из самых худших результатов в истории клуба. Появилось большое число новостей о возможном переезде франшизы в Сиэтл, взамен переехавших оттуда в 2008 году «Сиэтл Суперсоникс».
На драфте НБА 2012 года командой был выбран Томас Робинсон под пятым номером. Отыграв 51 игру, игрок был обменян в «Хьюстон Рокетс» вместе с Франциско Гарсией и Тайлером Хоникаттом в обмен на Патрика Паттерсона, Тони Дугласа и Коула Олдрича.

### 2013: Новый владелец, перестройка

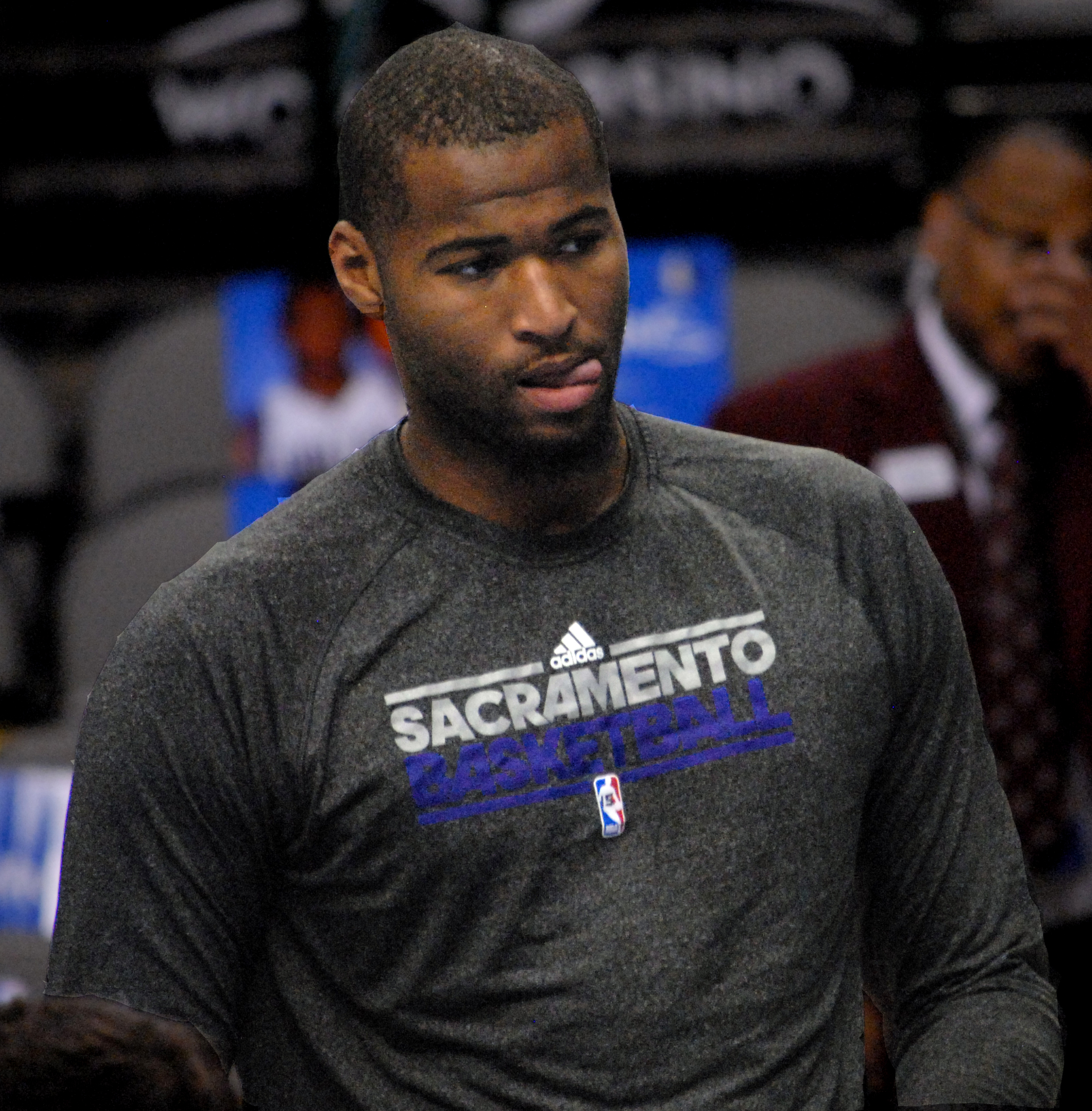
Демаркус Казинс участник Матча всех звёзд 2015

31 мая 2013 года семья Малуф, 14 лет владевшая франшизой «Сакраменто Кингз», официально завершила сделку по продаже клуба группе инвесторов во главе с Вивеком Ранадивом. За 65 % акций команды братья Малуф получили 347 миллионов, вся стоимость клуба оценивается более чем в 534 млн долларов.
Вслед за сменой владельца, произошли и кадровые перестановки в руководстве. Джефф Петри и Кит Смарт покинули свои должности. Им на смену пришли Майкл Мэлоун, который занял пост главного тренера клуба «Сакраменто Кингз» 3 июня 2013 года и Пит Д’Алессандро, ставший новым генеральным менеджером. Кроме того, в тренерский штаб вошли Корлисс Уильямсон, Брэндан Мэлоун, Крис Джент и Ди Браун.
23 сентября 2013 года бывший игрок НБА Шакил О’Нил приобрёл миноритарный пакет акций клуба. Игрок заявил: «Я всегда хотел поучаствовать в чём-то подобном. Это будет великолепно». А на пресс-конференции, посвящённой этому событию, в шутку назвал «Сакраменто Кингз» — «Шакраменто Кингз» (англ. "Shaqramento Kings").
На драфте 2013 года команда под 7 номером выбрала одного из самых перспективных игроков драфта, атакующего защитника Бена Маклемора, также, под 36 пиком был выбран Рэй Маккаллум. 5 июля Тайрик Эванс, новичок года в НБА в сезоне 2009—10, был обменян в «Нью-Орлеан Хорнетс», к команде присоединился Грейвис Васкес. 15 июля Карл Лэндри, игравший уже до этого в команде, подписал контракт на 4 года стоимостью в 28 миллионов.
После неудачного начала сезона, менеджмент команды решил произвести очередные изменения в составе и обменял группу игроков. В команду перебрались Руди Гей, Квинси Эйси и Аарон Грэм, а в «Торонто Рэпторс» были обменяны Патрик Паттерсон, Грейвис Васкес и Чак Хейз. 26 ноября в команду Миннесота Тимбервулвз был обменян Люк Мба А Муте, взамен был получен перспективный форвард Деррик Уильямс.
Дуэт Демаркус Казинс и Руди Гей, вместе с защитником Айзеяй Томасом, который закрепился в стартовом составе, закончили сезон 2013/14 с великолепными индивидуальными статистическими показателями — каждый из игроков набирал более 20-ти очков за игру, также они суммарно делали более 12 передач и 20 подборов. Однако, хорошие личные показатели не привели к удачной игре команды. Сезон был закончен без выхода в плей-офф, команда одержала 28 побед и проиграла 54 матча.
12 июля Айзея Томас объявил о переходе в стан «Финикс Санз». На смену ему, летом 2014 года с Дарреном Коллисоном было заключено трёхлетнее соглашение на 16 миллионов долларов.
На драфте 2014 года команда выбрала канадца — Ника Стаускаса. На выбор непосредственно повлиял Вивек Ранадив. С командой подписал контракт свободный агент Омри Касспи.
Летом 2014 года Демаркус Казинс и Руди Гей в составе сборной США по баскетболу приняли участие в чемпионате мира по баскетболу 2014. Кроме них, в команде играли: Стефен Карри, Джеймс Харден, Андре Драммонда, Кайри Ирвинг и другие. Демаркус Казинс провёл 9 матчей, набирая 9,8 очков и 5,7 подборов. Руди Гей также отыграл 9 матчей, набирая 6 очков и 3,7 подбора за игру. В итоге сборная США по баскетболу выиграла золотые медали.
Стартовая пятёрка перед началом сезона 2014/15 выглядела следующим образом: Коллисон — Маклемор — Гей — Томпсон — Казинс. Со скамейки выходили: Касспи, Маккаллум, Уильямс, Лэндри, Стаускас.
Однако, все перемены не дали ожидаемых результатов. Команда выиграла всего 29 матчей, проиграв при этом 53.

### 2015—2016

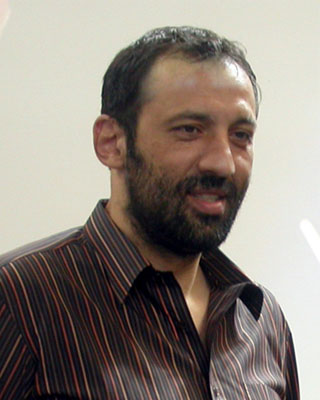
Владе Дивац

Логотип «Кингз» с 1994 по 2016 года

30 января 2015 года Демаркус Казинс был выбран на Матч всех звёзд 2015, заменив получившего травму Коби Брайанта. Последними игроками «Сакраменто Кингз», принимавшими участие в Матче всех звёзд, были Предраг Стоякович и Брэд Миллер в 2004 году.
12 февраля 2015 года был освобождён от исполнения своих обязанностей Тайрон Корбин, продолжив работать в организации в качестве консультанта главного офиса. В феврале 2015 года «Сакраменто Кингз» объявили о подписании 4-летнего контракта с Джорджем Карлом, по которому он заработает 15 миллионов долларов и займёт пост главного тренера команды.
В 2015 году в команде провёл три матча первый игрок НБА индийского происхождения Сим Бхуллар. Кроме того, в команде играл Дэвид Стоктон — сын известного баскетболиста — Джона Стоктона, который тоже дебютировал в НБА.
В марте на должность президента по баскетбольным операциям был нанят легендарный игрок Владе Дивац. 31 августа он занял должность генерального менеджера команды.
В июле 2015 года в тренерский штаб команды вошла Нэнси Либерман. Она стала второй женщиной в истории НБА на должности ассистента главного тренера, после Бекки Хэммон в «Сан-Антонио Спёрс». В августе к команде присоединился бывший игрок НБА Предраг Стоякович. Он занял должность директора по развитию игроков.
Перед началом сезона 2015/16 команда сильно изменила состав игроков. 25 июня 2015 года на драфте НБА под общим шестым номером клубом был выбран Уилли Коли-Стейн, а уже 16 июля он подписал контракт новичка с командой. Кроме того, к команде присоединились: Рэджон Рондо, который провёл не очень удачный сезон в «Даллас Маверикс»; Коста Куфос, хорошо знакомый Джорджу Карлу по игре за «Денвер Наггетс»; на правах свободного агента был подписан опытный ветеран Кэрон Батлер; получил контракт Марко Белинелли. Кроме того, к команде присоединились Дуе Дукан, Сет Карри, Джеймс Андерсон, вернувшийся в лигу после сезона в «Жальгирисе» и Квинси Эйси.
Команду покинули: 8 пик драфта 2014 года Ник Стаускас и Карл Лэндри — они перебрались в «Филадельфию»; Джейсон Томпсон, отыгравший за команду 7 сезонов, перешёл в стан «Голден Стэйт Уорриорз»; Деррик Уильямс перебрался в «Нью-Йорк Никс»; Рэй Маккаллум перешёл в «Сан-Антонио Спёрс».
Данный сезон вновь выдался неудачным. Хотя команда к середине сезона и занимала 8-е место, но выйти в плей-офф не удалось. В конце сезона был уволен Джордж Карл. Новым тренером стал Дэвид Джоргер.
В апреле был представлен новый логотип. После переезда клуба в Сакраменто в 1985 году «Кингз» меняют логотип в третий раз.

### 2016—2017
Перед началом сезона произошли изменения на тренерском мостике — новым главным тренером команды был назначен Дэвид Джоргер, который 9 мая 2016 года подписал четырёхлетний контракт с «Сакраменто Кингз».
К команде присоединились новые игроки: Энтони Толливер, Мэтт Барнс, Аррон Аффлало и Тай Лоусон.
Также, этот сезон стал первым на новой арене — Голден 1-центр.
В середине сезона, 20 февраля, произошёл обмен многолетнего лидера Демаркуса Казинса в клуб «Нью-Орлеан Пеликанс». В обратном направлении последовали: Тайрик Эванс, выступавший уже в команде на протяжении 4 лет, Бадди Хилд и Ленгстон Гэллоуэй. Также из команды был отчислен Мэтт Барнс.
Результаты были успешнее, чем в предыдущих сезонах. К марту 2017 года было выиграно 25 матчей и проиграно — 35. Команда занимала 9 строчку в Западной конференции.

### 2017—2018
Перед началом сезона 2017—2018 в команде произошли серьёзные изменения. Были подписаны ветераны из других команд: Джордж Хилл, Винс Картер, Зак Рэндольф, Гарретт Темпл. На драфте НБА были выбраны: Де’Аарон Фокс, Джастин Джексон, Гарри Джайлс, Фрэнк Мейсон. К команде присоединился сербский легионер Богдан Богданович.
8 февраля в составе произошли изменения: в результате трёхстороннего обмена команду покинул Джордж Хилл который перешёл в клуб «Кливленд Кавальерс» в обратном направлении последовали Иман Шамперт и Джо Джонсон из «Юта Джаз». Три дня спустя «Кингз» отчислили бывшего «джазмена». Кроме того, был отчислен греческий игрок — Георгиос Папаяннис. Также команду покинул Малачи Ричардсон в обмен на Бруно Кабокло.

### 2018—2019
Перед началом сезона к команде присоединились Неманья Бьелица и Марвин Багли, который был выбран на драфте НБА.

### 2019—2021
Сезон 2019/2020 получился для команды довольно скомканный из-за Пандемии COVID, однако, несмотря на неоднозначные результаты команде удалось попасть в «пузырь НБА», в котором команды доигрывали сезон и проводили плей-офф. «Сакраменто Кингз» удалось занять 12 место из 13 приглашенных команд Западной конференции.
Перед сезоном 2020/2021 команду покинул главный менеджер Владе Дивац, который за несколько лет руководства командой так и не смог её вывести в плей-офф НБА. Команда не принимала участие в играх на вылет уже 14 лет. Новым главным менеджером стал Монте МакНаир.
На драфте 2020 года команда выбирала под 12, 35, 43 и 52 пиками. «Сакраменто Кингз» пополнили состав разыгрывающим Тайризом Халибертоном и Джамайасом Рэмзи, Ксавьер Тиллман в рамках обмена между несколькими клубами перешёл в «Мемфис», а Кеньон Мартин младший был обменян в «Хьюстон».

### 2022—2023
В сезоне 2022/23 «Сакраменто» впервые с 2003 года стал победителем Тихоокеанского дивизиона и прервал антирекордную серию из 16 сезонов подряд без плей-офф НБА

## Текущий состав
| } \| Поз. \| № \| Гражд. \| Имя \| Рост \| Вес \| Откуда \| \| ---- \| -- \| -------- \| ---------------- \| ------ \| ------ \| --------------- \| \| З \| 0 \| ! \| Малик Монк \| 191 см \| 91 кг \| Кентукки \| \| Ф \| 3 \| ! \| Айзек Джонс \| 206 см \| 111 кг \| Вашингтон Стэйт \| \| Ф \| 7 \| ! \| Дуг Макдермотт \| 198 см \| 102 кг \| Крейтон \| \| З \| 8 \| ! \| Зак Лавин \| 198 см \| 91 кг \| УКЛА \| \| З/Ф \| 10 \| ! \| Демар Дерозан \| 198 см \| 100 кг \| УСК \| \| Ц \| 11 \| Литва ! \| Домантас Сабонис \| 211 см \| 109 кг \| Гонзага \| \| Ф \| 13 \| ! \| Киган Мюррей \| 203 см \| 98 кг \| Айова \| \| З \| 15 \| ! \| Мэйсон Джонс \| 193 см \| 91 кг \| Арканзас \| \| Ц \| 17 \| Литва ! \| Йонас Валанчунас \| 211 см \| 120 кг \| [[]] \| \| З \| 20 \| ! \| Маркелл Фульц \| 191 см \| 95 кг \| Вашингтон \| \| З \| 22 \| ! \| Девин Картер \| 188 см \| 85 кг \| Провиденс \| \| З \| 23 \| ! \| Кеон Эллис \| 196 см \| 79 кг \| Алабама \| \| Ф \| 24 \| ! \| Айзея Кроуфорд \| 198 см \| 100 кг \| Луизиана Тек \| \| Ф \| 33 \| ! \| Джейк Ларэвиа \| 201 см \| 107 кг \| Уэйк-Форест \| \| Ф \| 41 \| Канада ! \| Трей Лайлз \| 206 см \| 106 кг \| Кентукки \| \| Ф \| 99 \| ! \| Джей Краудер \| 198 см \| 97 кг \| Маркетт \| | Главный тренер - Дуг Кристи Ассистенты тренера - Леандро Барбоза - Рикардо Фоис - Робби Лемонс - Люк Лукс - Джим Моран - Джей Триано - Джавад Уильямс Состав • Переходы Последнее изменение: 23 февраля 2025 года |          |                  |        |        |                 |
| Поз. | № | Гражд.   | Имя              | Рост   | Вес    | Откуда          |
| З | 0 | !        | Малик Монк       | 191 см | 91 кг  | Кентукки        |
| Ф | 3 | !        | Айзек Джонс      | 206 см | 111 кг | Вашингтон Стэйт |
| Ф | 7 | !        | Дуг Макдермотт   | 198 см | 102 кг | Крейтон         |
| З | 8 | !        | Зак Лавин        | 198 см | 91 кг  | УКЛА            |
| З/Ф | 10 | !        | Демар Дерозан    | 198 см | 100 кг | УСК             |
| Ц | 11 | Литва !  | Домантас Сабонис | 211 см | 109 кг | Гонзага         |
| Ф | 13 | !        | Киган Мюррей     | 203 см | 98 кг  | Айова           |
| З | 15 | !        | Мэйсон Джонс     | 193 см | 91 кг  | Арканзас        |
| Ц | 17 | Литва !  | Йонас Валанчунас | 211 см | 120 кг | [[]]            |
| З | 20 | !        | Маркелл Фульц    | 191 см | 95 кг  | Вашингтон       |
| З | 22 | !        | Девин Картер     | 188 см | 85 кг  | Провиденс       |
| З | 23 | !        | Кеон Эллис       | 196 см | 79 кг  | Алабама         |
| Ф | 24 | !        | Айзея Кроуфорд   | 198 см | 100 кг | Луизиана Тек    |
| Ф | 33 | !        | Джейк Ларэвиа    | 201 см | 107 кг | Уэйк-Форест     |
| Ф | 41 | Канада ! | Трей Лайлз       | 206 см | 106 кг | Кентукки        |
| Ф | 99 | !        | Джей Краудер     | 198 см | 97 кг  | Маркетт         |

## Ротация состава в сезоне 2024/2025
| Поз. | Старт            | Запас            | Резерв          | Дальний резерв |
| ---- | ---------------- | ---------------- | --------------- | -------------- |
| Ц    | Домантас Сабонис | Йонас Валанчунас |                 |                |
| ТФ   | Киган Мюррей     | Трей Лайлз       | Айзек Джонс     |                |
| ЛФ   | Демар Дерозан    | Джейк Ларэвиа    | Айзейя Кроуфорд | Джей Краудер   |
| АЗ   | Зак Лавин        | Кеон Эллис       | Мэйсон Джонс    | Дуг Макдермотт |
| РЗ   | Малик Монк       | Девин Картер     | Маркелл Фульц   |                |

## Игроки за всю историю
- см. Игроки «Сакраменто Кингз»

## Руководство
```

```

| Главные тренеры - 1948—1955: Лестер Харрисон - 1955—1958: Бобби Уонзер - 1958—1960: Том Маршалл - 1960—1963: Чарльз Вульф - 1963—1967: Джек Макмэн - 1967—1969: Эд Джакер - 1969—1973: Боб Коузи - 1973: Драфф Янг - 1973—1978: Фил Джонсон - 1978—1984: Ларри Стейверман - 1978—1984: Коттон Фитцсиммонс - 1984: Джек Маккинни - 1984—1987: Фил Джонсон - 1987: Джерри Рейнольдс - 1987—1988: Билл Рассел - 1988—1990: Джерри Рейнольдс - 1990—1991: Дик Мотта - 1991—1992: Рекс Хагис - 1992—1997: Гарри Сент Джин - 1997—1998: Эдди Джордан - 1998—2006: Рик Адельман - 2006—2007: Эрик Массельман - 2007—2008: Реджи Теус - 2008—2009: Кенни Нэтт - 2009—2012: Пол Уэстфал - 2012—2013: Кит Смарт - 2013—2014: Майк Мэлоун - 2014—2015: Тайрон Корбин - 2015—2016: Джордж Карл - 2016—2019: Дэвид Джоргер - 2019—н.в.: Люк Уолтон | Владельцы - 2013—н.в.: Вивек Ранадив и группа владельцев - 1999—2013: семья Малуф - 1992—1999: Джим Томас - 1983—1992: группа владельцев из: Джозефа Бенвенути, Фрэнка и Грегга Ликенбилл, Боба А. Кука, Фрэнка Маккормика и Стивена Сиппа - 1966—1982: Макс и Джереми Джейкобс |

## Домашние арены
В Рочестере
- Эдгертон парк-арена (1949—1954)

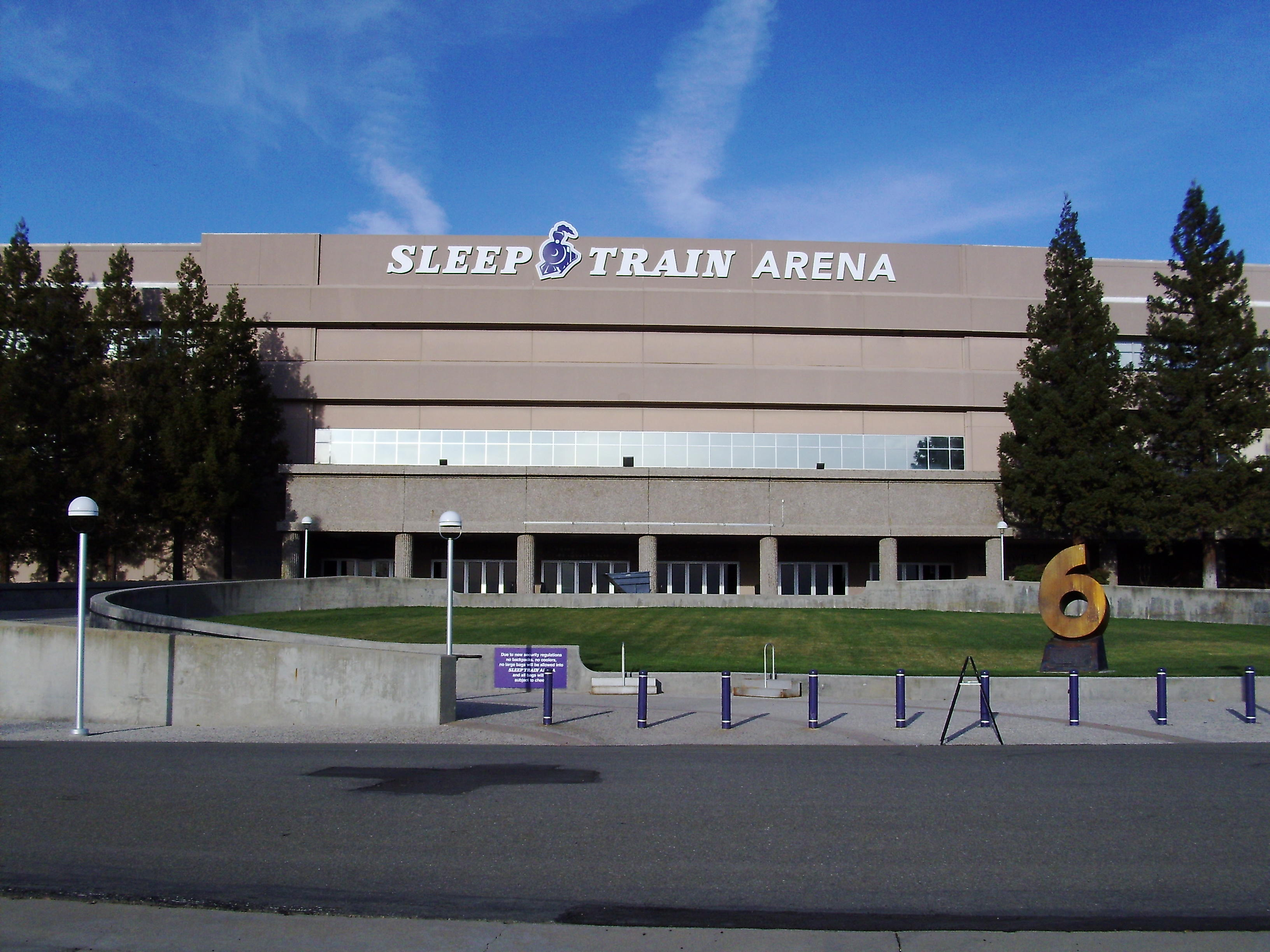
«Слип Трейн-арена» — домашняя арена «Сакраменто Кингз» с 1988 по 2016 год (вид снаружи)

- Рочестер комьюнити вор мемориал (1955—1957)

В Цинциннати
- Цинциннати-гарденс (1957—1972)

В Канзас-Сити 
- Мьюниципал одиториум (1972—1974)
- Кемпер-арена (1974—1985)

В Омахе 
- Омаха цивик одиториум (1972—1978) (частично)

В Сакраменто 
- ARCO-арена (I) (1985—1988)
- Слип Трейн-арена (1988—н. в.)
- Голден 1-центр (с 2016)

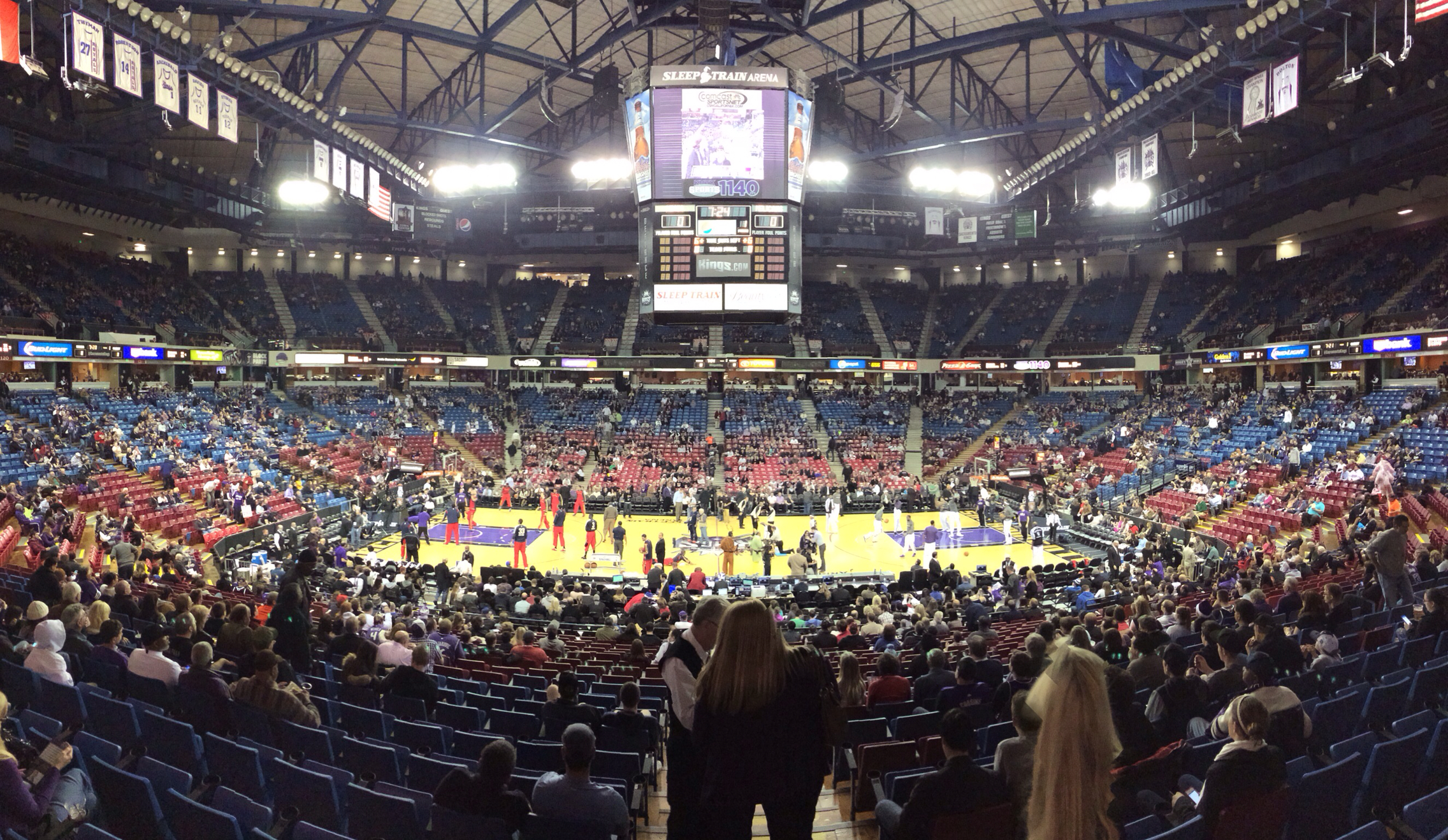
«Слип Трейн-арена» — домашняя арена «Сакраменто Кингз» с 1988 по 2016 год (вид внутри)

На 2018 год основной ареной является Голден 1-центр.
До этого местом проведения была другая арена — «Слип Трейн-арена», расположенная в северной части города. Была построена в 1988 году. Строительство арены обошлось в 40 млн долларов, что делает «Слип Трейн-арена» самой дешёвой из всех арен в НБА. Также «Слип Трейн-арена» — самая маленькая арена в НБА по размерам и по вместимости — 17 317 мест.
Кроме того, на арене выступала команда WNBA «Сакраменто Монархс» (1997—2009).
8 ноября 2006 года ARCO Arena была внесена в Книгу рекордов Гиннесса за самый громкий рёв трибун. Во время игры «Сакраменто Кингз» и «Детройт Пистонс» шум составил 130 дБ.
В октябре 2014 года, после того как клуб был приобретён группой инвесторов во главе с Вивеком Ранадивом, началось строительство новой арены «Голден 1-центр» (англ. Golden 1 Center), которая должна была заменить устаревшую «Слип Трейн-арену». Новый стадион был открыт 30 сентября 2016 года и обошёлся в $556,6 млн. Он расположен в деловой части Сакраменто и способен принять 17 500 зрителей на баскетбольных матчах. Проект разработан компанией AECOM.
Принадлежать арена будет городу Сакраменто. 223 млн долларов стоимости строительства оплатит муниципалитет, ещё 284 млн долларов вложит клуб.
| Посещаемость «Слип Трейн-арена» | Посещаемость «Слип Трейн-арена» | Посещаемость «Слип Трейн-арена» |
| Сезон                           | Посещаемость за год             | В среднем за матч               |
| ------------------------------- | ------------------------------- | ------------------------------- |
| 2005/06                         | 709 997                         | 17 317                          |
| 2006/07                         | 709 997                         | 17 317                          |
| 2007/08                         | 580 181                         | 14 150                          |
| 2008/09                         | 502 852                         | 12 571                          |
| 2009/10                         | 543 416                         | 13 254                          |
| 2010/11                         | 569 496                         | 13 890                          |
| 2011/12                         | 478 764                         | 14 508                          |
| 2012/13                         | 563 743                         | 13 749                          |
| 2013/14                         | 667 949                         | 16 291                          |
| 2014/15                         | 680 049                         | 16 586                          |
| 2015/16                         | 707 526                         | 17,256                          |

## Логотип, униформа, цвета
«Рочестер Роялз» (1945—1957)

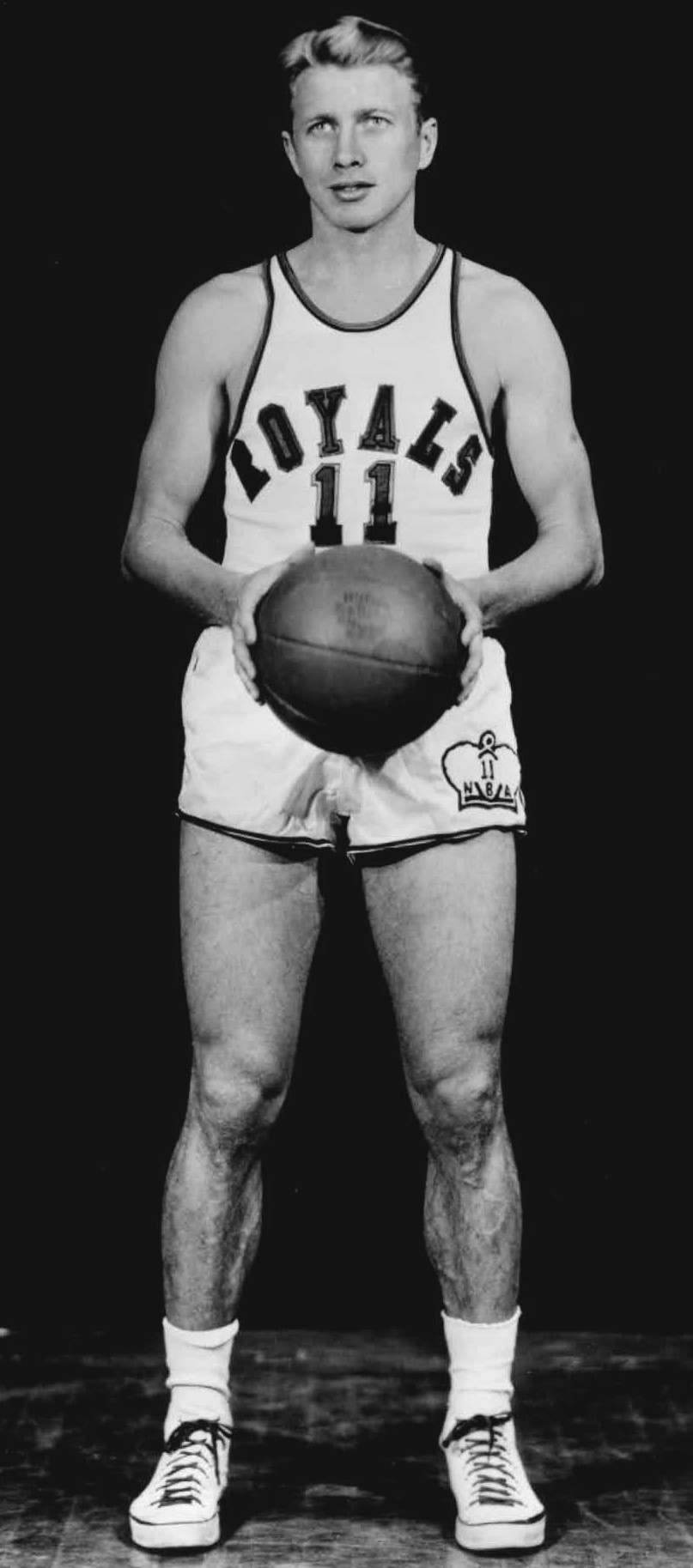
Боб Дэвис в домашней форме «Рочестер Роялз» образца 1951 года

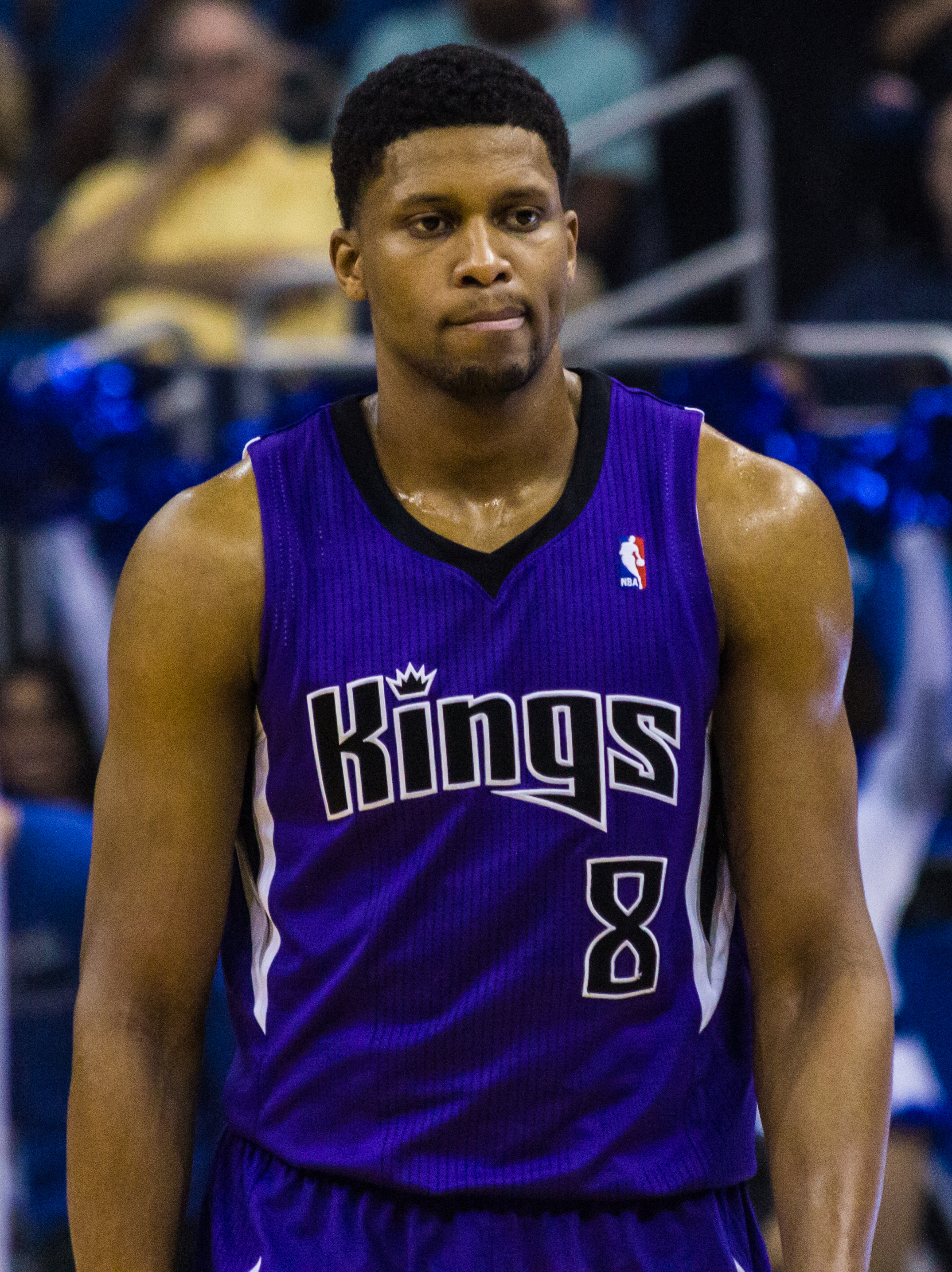
Руди Гей в гостевой форме фиолетового цвета «Сакраменто Кингз» образца 2013 года

Изначально логотип «Рочестер Роялз» представлял собой бело-голубой щит со словом «Рочестер» на вершине и словом «Роялс» на белом знамени в середине. Домашняя форма была белого цвета с горизонтальной надписью «Роялс» на груди. На шортах была изображена корона. Гостевая форма — тёмно-синего цвета с горизонтальной надписью «Рочестер» на груди белого цвета.
«Цинциннати Роялз» (1957—1972)
После переезда в Цинциннати в 1957 году логотип был изменён. На новом был изображён баскетбольный мяч с нарисованным лицом, у него была корона на голове с надписью «Цинциннати Роялз». Также название города «Цинциннати» — дублировалось над логотипом, а под ним располагалась надпись «Роялз». Домашняя форма была белого цвета с вертикальными красными полосками на груди и вертикальной надписью синего цвета «Роялз», также на груди был размещён номер игрока, а фамилия располагалась на спине. Выездная форма осталась тёмно-синего цвета с белыми и красными полосками и окантовкой.
В 1971 году произошло очередное изменение эмблемы. Теперь она представляла собой красную корону и синий баскетбольный мяч, соединённые вместе. Над эмблемой размещалась надпись «Цинциннати», а в середине — «Роялз».
«Канзас-Сити Кингз/ Омаха Кингз» (1972—1985)
В 1972 году команда переехала в Канзас-Сити, также частично выступала в Омахе. Эмблема была обновлена: теперь она представляла собой красную корону и синий баскетбольный мяч, соединённые вместе. В 1972—1975 годах под эмблемой была надпись «Канзас-Сити /Омаха». В середине появилась надпись «Кингз». В 1975—1985 годах надпись «Канзас-Сити» переместилась наверх эмблемы, а «Омаха» пропала вовсе. Домашняя форма осталась белой, на груди были размещены номер и горизонтальная надпись «Кингз» и имели синий и красный цвета в своей окраске. На спине размещались номера и фамилии игроков. Выездная форма стала тёмно-синей, номера и название команды были белого и красного цвета.
«Сакраменто Кингз» (1985—н. в.)
После переезда в Сакраменто эмблема почти не изменилась. В 1985—1994 годах всё также использовалась эмблема в форме красной короны и синего мяча, совмещённых вместе. Поменялись только надписи. Над эмблемой стали размещать название города — «Сакраменто». В середине осталась надпись «Кингз». Домашняя форма осталась белой с синими и красными цветами в изображении номеров и названия. Выездная форма стала голубого цвета, с красно-белыми надписями. Фамилии игроков впервые в истории стали размещаться на спине в нижней части формы.
В 1990 году форма незначительно изменилась. Гостевая форма стала снова тёмно-синей, домашняя осталась белой с красными и синими вкраплениями.
«Фиолетовый и чёрный»
В 1994 году «Сакраменто Кингз» радикально изменили цветовую гамму эмблемы и формы. Эмблема представляет собой надписи «Сакраменто» и «Кингз» белого цвета на фиолетовом знамени. Сверху располагается корона серого цвета, а внизу два копья с чашевидными гардами, между которых расположен баскетбольный мяч. Изменилась и форма. Домашний комплект остался белого цвета, на груди номер и надпись «Кингз» фиолетового цвета. На спине номер и фамилия. Также включены элементы серебряного, чёрного, фиолетового и белого цвета. Гостевая форма стала чёрного цвета с белыми и фиолетовыми вкраплениями. Кроме того, с 1994 по 1997 год использовалась альтернативный вариант формы. Комплект состоял из наполовину фиолетовой, наполовину чёрной раскраски с двумя боковыми полосами в виде шахматки. С 1997 по 2001 год альтернативной формой был комплект полностью фиолетового цвета.
С 2002 года по 2008 год использовался модернизированный набор формы предыдущего поколения. Домашний комплект остался белым, но в нём появились фиолетовые полоски на майках и шортах. Выездной комплект стал фиолетовым с чёрными полосками по бокам. Альтернативным набором стал золотого цвета с фиолетовыми полосками (2005—2007 года).
С 2008 года произошла ещё одна модернизация формы. Были сокращены и убраны некоторые элементы. Домашняя форма осталась белой, а гостевая — фиолетового. С 2011 года был введён альтернативный набор — чёрного цвета.
В сезоне 2015/2016 команда будет использовать в качестве ретро-формы обновлённые наборы 1985—1990 года голубого цвета.
Перед сезоном 2016/2017 команда провела ребрендинг и поменяла вид логотипа. Обновленная версия представляет собой схематическое изображение мяча с короной наверху и надписью «Sacramento Kings» по центру. Новая эмблема похожа на ту, что команда использовала в период с 1985 по 1994 года.
Также некоторые изменения произошли и в униформе. На домашнюю и выездную форму белого и фиолетового цвета соответственно, добавились серые полосы.

## Талисман команды

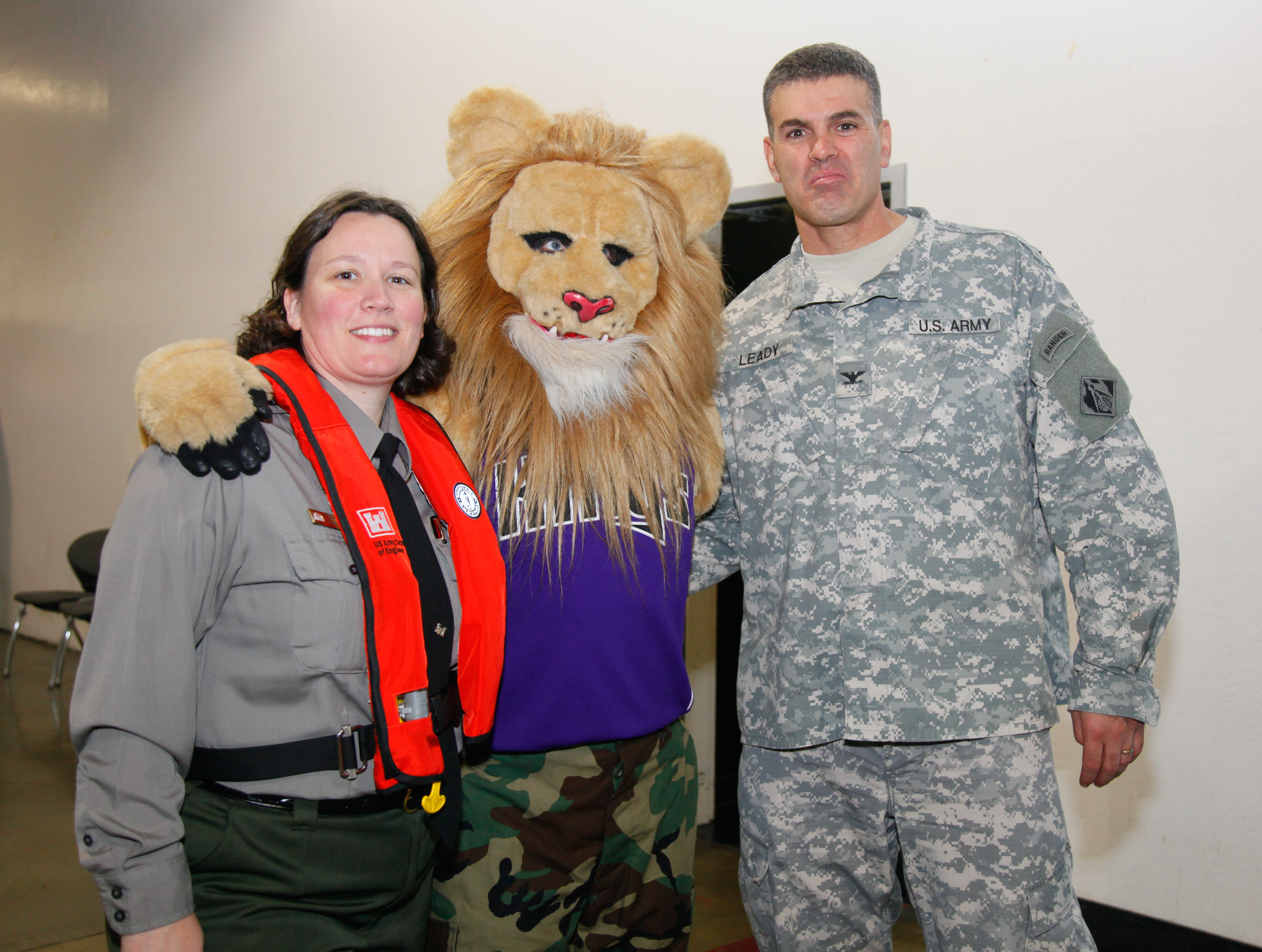
Талисман команды (по центру)

Лев Сламсон (англ. Slamson the Lion) — официальный талисман «Сакраменто Кингз». Олицетворяет льва, названного в честь Самсона — ветхозаветного героя, прославившийся своими подвигами в борьбе с филистимлянами. Он живёт в «Слип Трейн-арене» (за трибуной). Родился в Южной Африке. Самсон является официальным талисманом с 1997 года, до этого талисманом команды была «Горилла» (англ. The Gorilla).

## Фарм-клубы
«Лига развития НБА» (англ. The NBA Development League, или просто англ. NBA D-League) — официальная младшая лига НБА, состоящая из фарм-клубов, привязанных к клубам главной лиги. Начиная с 2008 года, фарм-клубом «Сакраменто Кингз» является «Рино Бигхорнс», которая базируется в городе Рино, штат Невада. Наибольшее достижение команды — титул чемпиона дивизиона в сезоне 2010/11.

## Комментаторы, освещение в СМИ
Текущими комментаторами игр «Сакраменто Кингз» являются Джерри Рейнольдс и Грант Напьер. Каждый из них более 20 лет работает в системе «Сакраменто Кингз».
Джерри Рейнольдс работал главным тренером «Сакраменто Кингз» в 1987 году и с 1988 по 1989 год, а также занимал пост генерального менеджера в «Кингз». Позднее он работал генеральным менеджером команды ЖНБА «Сакраменто Монархс». В 2005 году Джерри Рейнольдс написал книгу «Reynolds Remembers Tales from the Sacramento Kings», в которой поделился своим 20-летним опытом работы в «Кингз».
Грант Напьер работает комментатором матчей «Сакраменто Кингз» с 1988 года. Также он комментирует матчи «Сан-Хосе Шаркс», «Окленд Рэйдерс» и других спортивных команд. Самая знаменитая его фраза: «Если вам это не нравится, вам не нравится баскетбол НБА» (англ. "If you don't like that you don't like NBA basketball"). Фанаты команды называют их: Грант и Джерри (англ. "Grant and Jerry").
Репортёром на площадке работает Кейт Кристенсен. Она вернулась к этой должности в сезоне 2013/2014. Является бывшим игроком ЖНБА. Также работает комментатором и аналитиком на канале ESPNU и ESPN.
На канале ESPN комментатором матчей «Сакраменто Кингз» является Гари Герольд.
Игры транслируются радиосетью KHTK (KHTK Sports — 1140 AM), которая базируется в Сакраменто, Калифорния.
Телевизионные трансляции доступны на канале — Comcast SportsNet California.

## Финансовое состояние и спонсоры
По данным журнала «Форбс», стоимость команды в 2015 году составляла 965 млн долларов, по этому показателю команда была на 18 месте в НБА.
Средняя стоимость билета на матч составила 46 долларов, организация получила 29 миллионов долларов дохода от продажи билетов. Основные спонсоры: Wells Fargo, Comcast, Toyota.

## Ключевые противостояния
Одним из ключевых противостояний в истории команды является противостояние с «Лос-Анджелес Лейкерс». Можно отметить два основных периода. Первый — период 1950-х годов, когда «Рочестер Ройялз» выходил в плей-офф и на протяжении нескольких сезонов с разным итоговым результатом играл с «Миннеаполис Лейкерс». Лидерами той команды были Джордж Майкен, Верн Миккелсен, Джи Поллард и другие. В итоге, в период с 1948 по 1954 год «Миннеаполис Лейкерс» стали пятикратным чемпионом НБА (1949, 1950, 1952, 1953, 1954), единственной командой, которой удалось нарушить гегемонию, стала «Рочестер Ройялз» в 1951 году. Следующий период противостояния начался с 1998 года, когда «Сакраменто Кингз» вновь стали претендовать на чемпионство. Несколько сезонов команды встречались в плей-офф. Самым тяжёлым получилось противостояние в 2001/02, когда команды сыграли все семь матчей. «Лос-Анджелес Лейкерс» выиграли со счётом 4-3. Эта серия вызывает споры до сих пор. По мнению многих экспертов и аналитиков, судьи выносили довольно спорные решения, а в ряде моментов банально подсуживали игрокам «Лос-Анджелес Лейкерс».

## История Мориса Стоукса
Морис Стоукс присоединился к команде в 1955 году, он с первого сезона стал одним из лидеров на площадке и по статистике. В конце 1957/58 игрок получил сотрясение мозга в одном из матчей, затем впал в кому и, наконец, был парализован, врачи позднее поставили ему диагноз — посттравматическая энцефалопатия, что привело к нарушению функций мозга. Данная травма привела к завершению его игровой карьеры. Владельцы команды разорвали контракт с игроком и решили минимизировать помощь Стоуксу и его семье.
Партнёр по команде Джек Тваймен подал прошение в суд и спустя несколько месяцев добился статуса опекуна Мориса. Это дало возможность Тваймену заботиться об игроке и заниматься его лечением.
В честь него в НБА в 2013 году появилась награда «Лучшему одноклубнику имени Тваймена-Стоукса». После этого франшизе тотально не везёт. Команда больше ни разу не становилась чемпионом НБА, а часть игроков выигрывали титул, находясь в других командах: Оскар Робертсон в 1971 году, Митч Ричмонд в 2002, Нейт Арчибальд в 1981, Предраг Стоякович в 2011, Джерри Лукас в 1973, Джейсон Уильямс в 2006, Кенни Смит в 1994 году и др.

## Статистика сезонов
| Чемпион лиги | Чемпион Конференции | Чемпион Дивизиона | Квалифицировались в плей-офф |

| Сезоны  | Лига | Конференция | Дивизион      | МД | В  | П  | П. П. | Плей-офф                                      |
| ------- | ---- | ----------- | ------------- | -- | -- | -- | ----- | --------------------------------------------- |
| 2005/06 | НБА  | Западная    | Тихоокеанский | 4  | 44 | 38 | .537  | Проиграли в первом раунде (Сан-Антонио, 2-4)  |
| 2006/07 | НБА  | Западная    | Тихоокеанский | 5  | 33 | 49 | .402  |                                               |
| 2007/08 | НБА  | Западная    | Тихоокеанский | 4  | 38 | 44 | .463  |                                               |
| 2008/09 | НБА  | Западная    | Тихоокеанский | 5  | 17 | 65 | .207  |                                               |
| 2009/10 | НБА  | Западная    | Тихоокеанский | 5  | 25 | 57 | .305  |                                               |
| 2010/11 | НБА  | Западная    | Тихоокеанский | 5  | 24 | 58 | .293  |                                               |
| 2011/12 | НБА  | Западная    | Тихоокеанский | 5  | 22 | 44 | .333  |                                               |
| 2012/13 | НБА  | Западная    | Тихоокеанский | 4  | 28 | 54 | .390  |                                               |
| 2013/14 | НБА  | Западная    | Тихоокеанский | 4  | 28 | 54 | .361  |                                               |
| 2014/15 | НБА  | Западная    | Тихоокеанский | 4  | 29 | 53 | .354  |                                               |
| 2015/16 | НБА  | Западная    | Тихоокеанский | 3  | 33 | 49 | .402  |                                               |
| 2016/17 | НБА  | Западная    | Тихоокеанский | 3  | 32 | 50 | .390  |                                               |
| 2017/18 | НБА  | Западная    | Тихоокеанский | 4  | 27 | 55 | .329  |                                               |
| 2018/19 | НБА  | Западная    | Тихоокеанский | 3  | 39 | 43 | .476  |                                               |
| 2019/20 | НБА  | Западная    | Тихоокеанский | 4  | 31 | 41 | .431  |                                               |
| 2020/21 | НБА  | Западная    | Тихоокеанский | 5  | 31 | 41 | .431  |                                               |
| 2021/22 | НБА  | Западная    | Тихоокеанский | 5  | 30 | 52 | .366  |                                               |
| 2022/23 | НБА  | Западная    | Тихоокеанский | 1  | 48 | 34 | .585  | Проиграли в первом раунде (Голден Стейт, 3-4) |

## Навечно закреплённые номера
| Закреплённые номера | Закреплённые номера     | Закреплённые номера         | Закреплённые номера                |
| ------------------- | ----------------------- | --------------------------- | ---------------------------------- |
| Номер               | Игрок                   | Позиция                     | Период выступления за «Сакраменто» |
| 1                   | Нейт Арчибальд          | Атакующий защитник          | 1970—76                            |
| 2                   | Митч Ричмонд            | Атакующий защитник          | 1991—98                            |
| 4                   | Крис Уэббер             | Тяжёлый форвард / Центровой | 1998—2005                          |
| 6                   | Фанаты («Шестой игрок») | Фанаты («Шестой игрок»)     | 1985—н. в.                         |
| 11                  | Боб Дэвис               | Атакующий защитник          | 1948—55                            |
| 12                  | Морис Стоукс            | Тяжёлый форвард             | 1955—58                            |
| 14                  | Оскар Робертсон         | Разыгрывающий защитник      | 1960—70                            |
| 16                  | Предраг Стоякович       | Лёгкий форвард              | 1998—2006                          |
| 21                  | Владе Дивац             | Центровой                   | 1998—2004                          |
| 27                  | Джек Тваймен            | Лёгкий форвард              | 1955—66                            |
| 44                  | Сэм Лэйси               | Центровой                   | 1970—81                            |

## ЧленыЗала славы баскетбола

### Игроки
- Боб Дэвис, 1970
- Боб Коузи, 1971
- Оскар Робертсон, 1980
- Джерри Лукас, 1980
- Джек Тваймен, 1983
- Эл Керви, 1985
- Бобби Уонзер, 1987
- Нейт Арчибальд, 1991
- Арни Ризен, 1998
- Морис Стоукс, 2004
- Ральф Сэмпсон, 2012
- Шарунас Марчюлёнис, 2014
- Митч Ричмонд, 2014
- Гай Роджерс, 2014
- Джо Джо Уайт, 2015
- Владе Дивац, 2019

### Зал славы ФИБА
- Владе Дивац, 2010
- Шарунас Марчюлёнис, 2015

## Лидеры франшизы
Жирным выделены действующие игроки . «Звездочкой -*» обозначены игроки, который связаны с командой только после переезда в Сакраменто в 1985 году.
Набранные очки (в регулярном сезоне) (по состоянию на 2015 год)
| - 1. Оскар Робертсон (22 009) - 2. Джек Тваймен (15 840) - 3. Митч Ричмонд* (12 070) - 4. Нейт Арчибальд (10 894) - 5. Сэм Лэйси (9895) - 6. Предраг Стоякович* (9894) - 7. Джерри Лукас (9107) - 8. Эдди Джонсон (9027) - 9. Скотт Уэдмэн (9002) - 10. Крис Уэббер* (8843) | - 11. Вейн Эмбли (8486) - 12. Майк Бибби* (8384) - 13. Демаркус Казинс* (8366) - 14. Адриан Смит (8085) - 15. Том Ван Эрсдэйл (7278) - 16. Бобби Уонзер (6924) - 17. Уэймен Тисдейл* (6808) - 18. Боб Дэвис (6594) - 19. Отис Бёрдсонг (6539) - 20. Реджи Теус (6492) | - 21. Арни Ризен (6359) - 22. Майк Вудсон (6314) - 23. Лайонел Симмонс* (5833) - 24. Кевин Мартин* (5660) - 25. Ларри Дрю (5543) - 26. Баки Бокхорт (5430) - 27. ЛаШель Томпсон (5306) - 28. Отис Торп (5269) - 29. Владе Дивац* (5176) - 30. Брэд Миллер* (5117) |

Другие статистические показатели (регулярный сезон) (по состоянию на 2015 год)

| Минуты - 1. Оскар Робертсон (33 ,088) - 2. Сэм Лэйси (29 991) - 3. Джек Тваймен (26 147) - 4. Джерри Лукас (20 024) - 5. Митч Ричмонд* (19 532) | Подборы - 1. Сэм Лэйси (9353) - 2. Джерри Лукас (8876) - 3. Оскар Робертсон (6380) - 4. Вейн Эмбли (6257) - 5. Джек Тваймен (5424) | Передачи - 1. Оскар Робертсон (7731) - 2. Сэм Лэйси (3563) - 3. Нейт Арчибальд (3499) - 4. Реджи Теус (2809) - 5. Майк Бибби* (2508) | Перехваты - 1. Сэм Лэйси (950) - 2. Дуг Кристи* (717) - 3. Митч Ричмонд* (670) - 4. Скотт Уэдмэн (640) - 5. Демаркус Казинс* (586) | Блок-шоты - 1. Сэм Лэйси (1098) - 2. ЛаШель Томпсон (697) - 3. Двейн Каусвел (695) - 4. Крис Уэббер* (553) - 5. Владе Дивац* (523) |

## Индивидуальные награды
Самый ценный игрок НБА

| МВП НБА - Оскар Робертсон — 1964 Новичок года НБА - Морис Стоукс — 1956 - Оскар Робертсон — 1961 - Джерри Лукас — 1964 - Фил Форд — 1979 - Тайрик Эванс — 2010 Лучший шестой игрок НБА - Бобби Джексон — 2003 Тренер года НБА - Фил Джонсон — 1975 - Коттон Фитцсиммонс — 1979 Менеджер года НБА - Джо Аксельсон — 1973 - Джефф Петри — 1999, 2001 Участники Матчей всех звезд НБА - Боб Дэвис — 1951, 1952, 1953, 1954 - Арни Ризен — 1952, 1953, 1954, 1955 - Бобби Уонзер — 1952, 1953, 1954, 1955, 1956 - Морис Стоукс — 1956, 1957, 1958 - Джек Тваймен — 1957, 1958, 1959, 1960, 1962, 1963 - Оскар Робертсон — 1961, 1962, 1963, 1964, 1965, 1966, 1967, 1968, 1969, 1970, 1971, 1972 - Джерри Лукас — 1964, 1965, 1966, 1967, 1968, 1969 - Нейт Арчибальд — 1973, 1975, 1976, 1980, 1981, 1982 - Митч Ричмонд — 1993, 1994, 1995, 1996, 1997, 1998 - Крис Уэббер — 2000, 2001, 2002, 2003 - Брэд Миллер — 2003, 2004 - Предраг Стоякович — 2002, 2003, 2004 - Демаркус Казинс — 2015, 2016 Главный тренер Запада на матче всех звёзд НБА - Бобби Уонзер — 1957 - Рик Адельман — 2001 | Сборная всех звёзд НБА - Оскар Робертсон — 1961, 1962, 1963, 1964, 1965, 1966, 1967, 1968, 1969 - Джерри Лукас — 1965, 1966, 1968 - Нейт Арчибальд — 1973, 1975, 1976 - Крис Уэббер — 2001 Вторая команда сборной всех звёзд НБА - Морис Стоукс — 1956, 1957, 1958 - Джек Тваймен 1960, 1962 - Джерри Лукас — 1964, 1967 - Оскар Робертсон — 1970 - Нейт Арчибальд — 1972 - Фил Форд — 1979 - Отис Бёрдсонг — 1981 - Митч Ричмонд — 1994, 1995, 1997 - Крис Уэббер — 1999, 2002, 2003 - Предраг Стоякович — 2004 - Демаркус Казинс — 2015, 2016 Третья команда сборной всех звёзд НБА - Митч Ричмонд — 1996, 1998 - Крис Уэббер — 2000 | Сборная всех звёзд защиты НБА - Дуг Кристи — 2003 Вторая команды сборной защиты НБА - Норма Ван Лир — 1971 - Брайан Тэйлор — 1977 - Скотт Уэдмэн — 1980 - Дуг Кристи — 2001, 2002, 2004 Сборная новичков НБА - Джерри Лукас — 1964 - Рон Бехаген — 1974 - Скотт Уэдмэн — 1975 - Фил Форд — 1979 - Кенни Смит — 1988 - Лайонел Симмонс — 1991 - Брайан Грант — 1995 - Джейсон Уильямс — 1999 - Тайрик Эванс — 2010 - Демаркус Казинс — 2011 Вторая команда сборной новичков НБА - Тревис Мэйс — 1991 - Уолт Уильямс — 1993 - Тайес Эдни — 1996 - Хедо Туркоглу — 2001 - Айзея Томас — 2012 - Уилли Колии-Стайн — 2016 |